# 2009
2009 (MMIX) a fost un an obișnuit al calendarului gregorian, care a început într-o zi de joi. A fost al 2009-lea an d.Hr., al 9-lea an din mileniul al III-lea și din secolul al XXI-lea, precum al 10-lea și ultimul an din deceniul 2000-2009. A fost desemnat:
- Anul Internațional al Astronomiei.[1]
- Anul Internațional al Fibrelor Naturale.[2]
- Anul Internațional al Reconcilierii.[3]
- Anul Internațional al Gorilei, de către ONU. [4]
- Anul european al creativității și inovării.[5]
- Anul orașelor Vilnius (Lituania) și Linz (Austria), numite Capitale Europene ale Culturii.

În astrologia chineză, începând cu 7 februarie se va intra în Anul boului (până în 7 februarie a fost Anul șobolanului). Următorul An al boului va fi în 2021.

## Evenimente

### Ianuarie

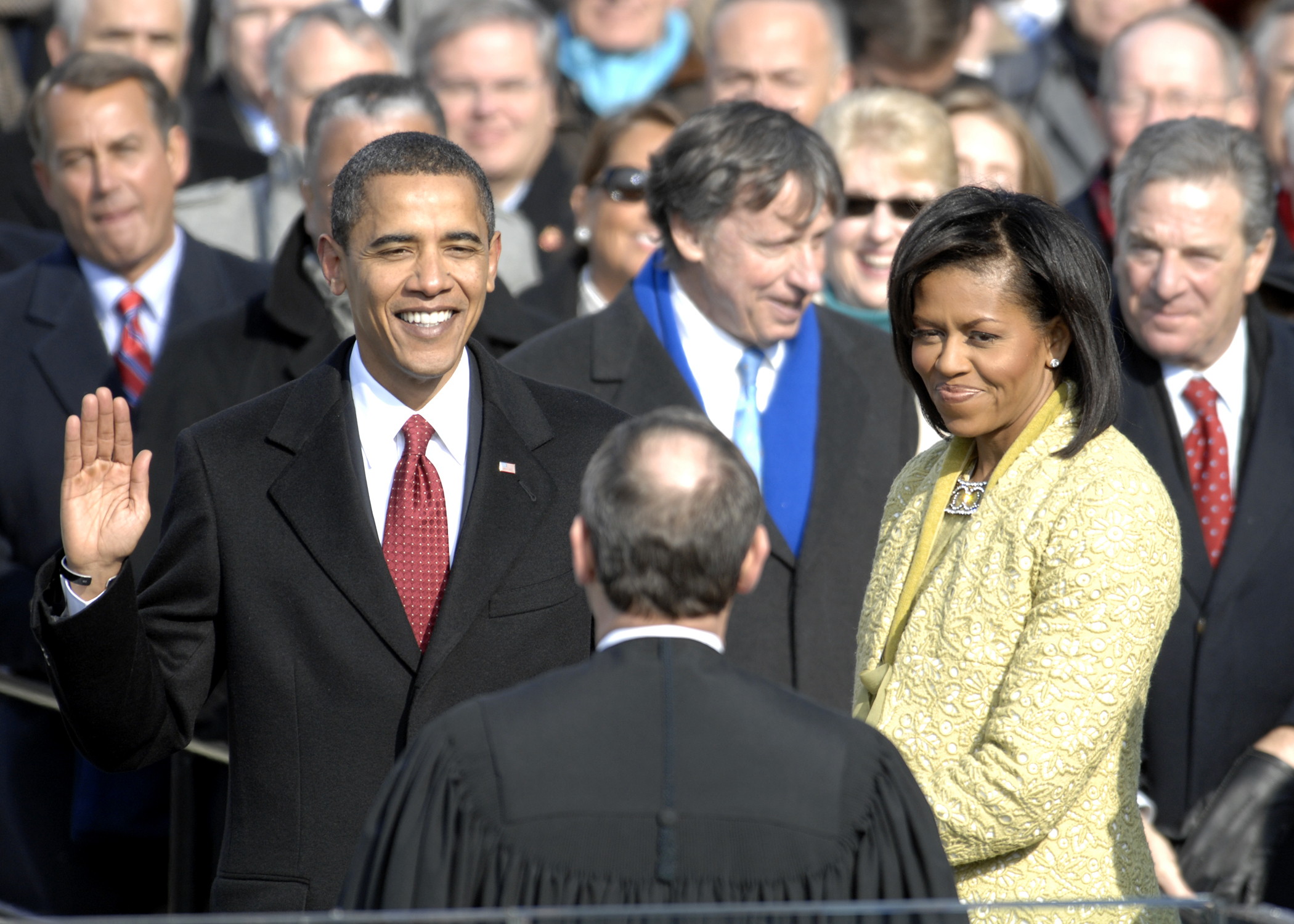
20 ianuarie: Democratul Barack Obama devine cel de-al 44-lea președinte al Statelor Unite.

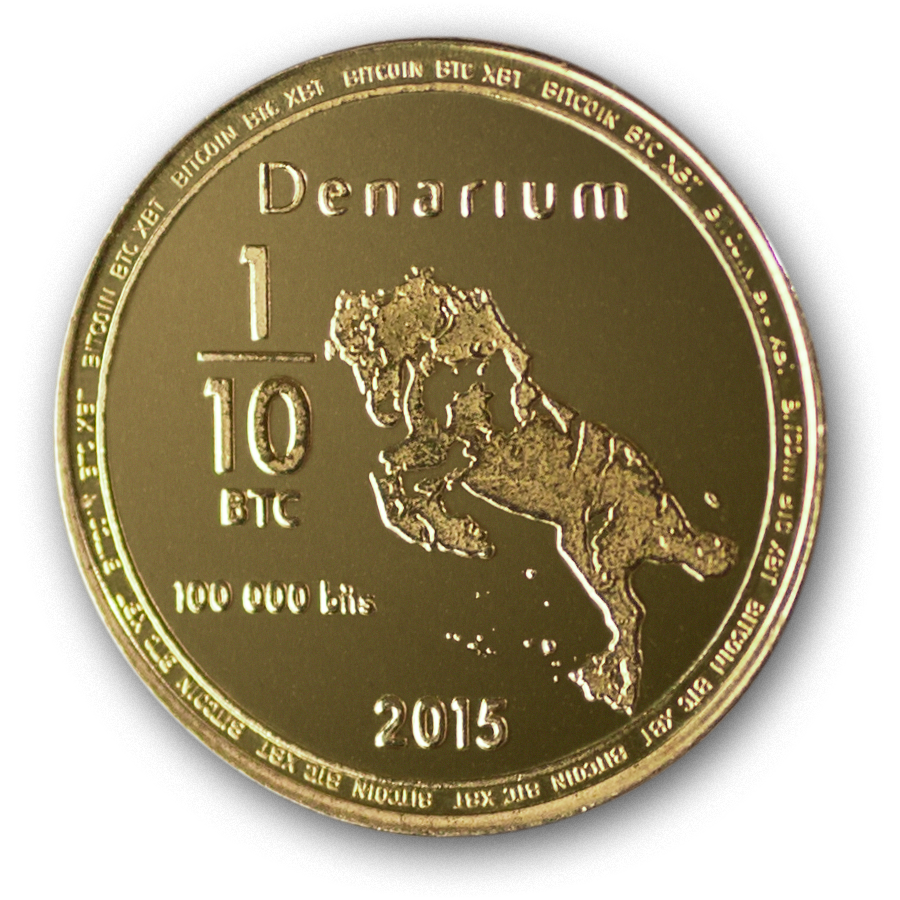
Este lansat Bitcoin, un sistem de plată electronică descentralizat și o monedă digitală (criptomonedă) opensource.

- 1 ianuarie: Republica Cehă a preluat de la Franța președinția Consiliului Uniunii Europene.
- 1 ianuarie: Slovacia a adoptat euro ca monedă națională.
- 1 ianuarie: Irlanda devine prima țară din lume care interzice folosirea becurilor incandescente.
- 1 ianuarie: Asunción devine Capitală Americană a Culturii, iar Vilnius și Linz devin Capitale Europene ale Culturii.
- 3 ianuarie: Forțele tereste israeliene au intrat în Fâșia Gaza. Bilanțul victimelor după opt zile de război a ajuns la peste 460 de morți și aproximativ 4.000 de răniți [6].
- 7 ianuarie: Gazprom întrerupe furnizarea gazelor către Europa. Premierul rus, Vladimir Putin, a declarat că actuala criză a gazului dintre Rusia și Ucraina va determina Europa să susțină proiectul gazoductului Nord Stream, care urmează să lege direct Rusia de Germania, pe sub Marea Baltică.
- 11 ianuarie: Are loc cea de-a 66-a ediție a Premiilor Globul de Aur.
- 15 ianuarie: US Airways Zborul 1549 aterizează forțat pe suprafața râului Hudson. Toți cei 155 de pasageri și echipajul sunt evacuați în siguranță.
- 17 ianuarie: Ehud Olmert, premierul Israelului anunță că a fost adoptată o rezoluție pentru încetarea unilaterală a focului în Fâșia Gaza. După 22 de zile de la începutul ofensivei israeliane, bilanțul este de 1.200 de palestinieni morți, dintre care 410 copii și 108 femei.[7]
- 20 ianuarie: Sfârșitul mandatului președintelui George W. Bush și începutul mandatului celui de-al 44-lea președinte american, democratul Barack Obama.
- 20 ianuarie: Rusia reia livrările de gaze spre Europa la o zi după semnarea unui acord cu Ucraina.
- 24 ianuarie: În România au loc manifestări dedicate împlinirii a 150 de ani de la Unirea Principatelor Române.
- 29 ianuarie: Jaf armat la o casă de schimb valutar din Brașov soldat cu doi morți și un rănit.

### Februarie

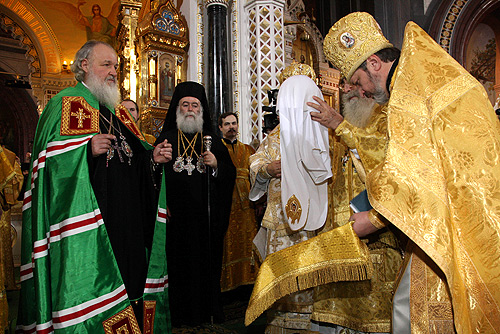
Kirill I al Moscovei a devenit cel de-al 16-lea patriarh al Bisericii Ortodoxe Ruse.

- 1 februarie: Kirill I al Moscovei a devenit cel de-al 16-lea patriarh al Bisericii Ortodoxe Ruse.
- 1 februarie: Echipa masculină de handbal a Franței a câștigat Campionatul Mondial din Croația după ce a învins în finală echipa Croației.
- 1 februarie: S-a încheiat a 97-a ediție a turneului de tenis de Grand Slam Australian Open. La simplu, câștigătorii acestei ediții au fost Rafael Nadal la masculin și Serena Williams la feminin.
- 2 februarie: Guvernul din Zimbabwe a anunțat o reformă monetară, prin tăierea a 12 zerori din dolarul zimbabwean. Astfel un trilion de dolari zimbabweni vechi au fost reevaluați la un dolar zimbabwean nou.[8]
- 3 februarie: Curtea de la Haga a dat verdictul în procesul dintre România și Ucraina privind delimitarea platoului continental în zona Insulei Șerpilor. 79,3% din zona aflată în dispută a revenit României, iar restul Ucrainei.[9]
- 3 februarie: A fost anunțată decoperirea celei mai mici exoplanete denumită Corot-Exo-7b.
- 7 februarie: Caniculă în Australia (+46,4°C) în urma căreia au izbucnit mai multe incendii; peste 130 de persoane decedate.
- 10 februarie: Coliziune la o altitudine de 800 km deasupra Siberiei între doi sateliți, unul de origine americană folosit pentru comunicații și lansat în 1997 și celălalt, un satelit militar rus lansat în 1993.[10]
- 13 februarie: Jaf armat (aproape 60.000 euro) la o bancă din Cluj. Este primul jaf armat asupra unei bănci în ultimii 50 de ani din România.[11]
- 22 februarie: A 81-a ediție a premiilor Oscar.

### Martie

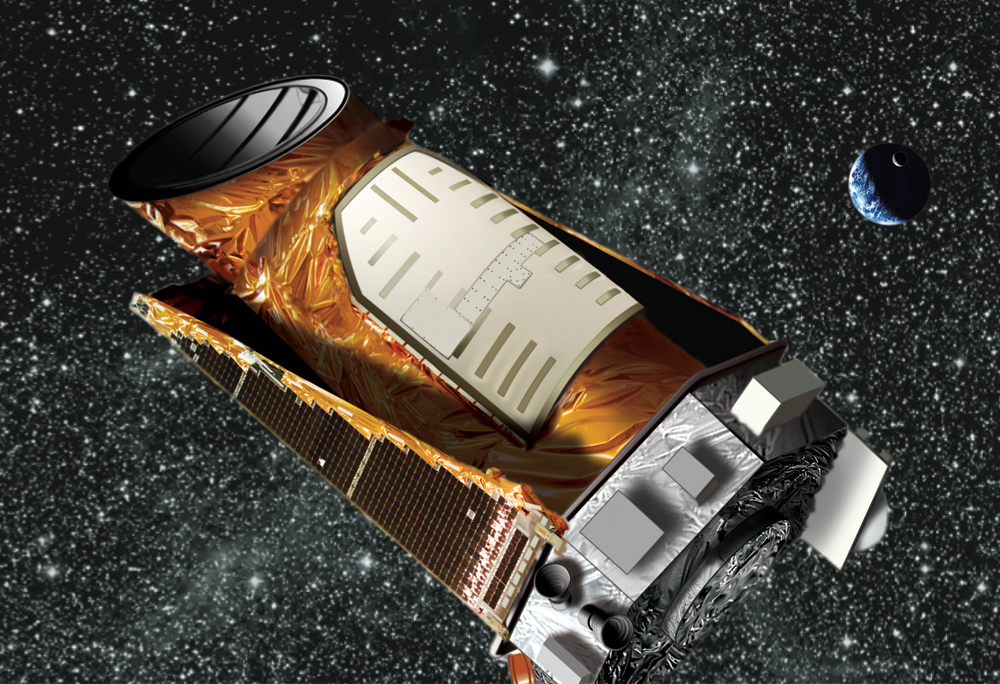
Kepler spacecraft artist render (crop)

- 2 martie: Președintele statului Guineea-Bissau João Bernardo Vieira este asasinat în timpul unui atac armat la reședința sa din Bissau.[12]
- 2 martie: A 3-a ediție a Premiilor Gopo.
- 7 martie: NASA lansează nava spațială Kepler pentru a monitoriza planete extrasolare din Calea Lactee.
- 17 martie: Președintele Madagascarului, Marc Ravalomanana, este răsturnat de la putere printr-o lovitură de stat.

### Aprilie

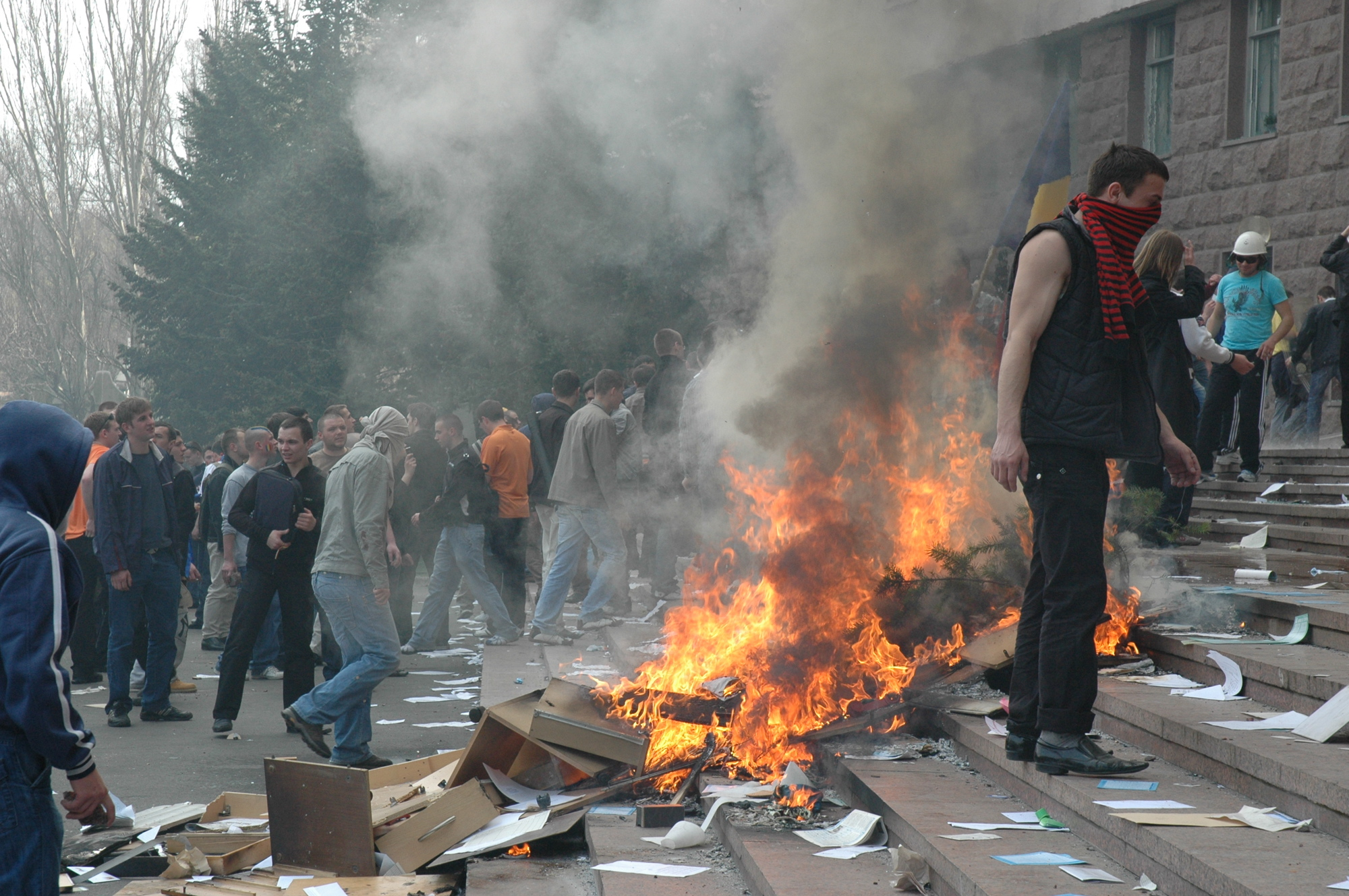
7 aprilie: Proteste la Chișinău.

- 1 aprilie: Albania și Croația devin membre NATO.
- 3-4 aprilie: Are loc cel de-al 21-lea Summit NATO, la 60 de ani de la înființare. Fostul prim ministru danez Anders Fogh Rasmussen devine noul secretar general al NATO.
- 5 aprilie: Alegeri parlamentare în Republica Moldova.
- 5 aprilie: Coreea de Nord lansează cu succes satelitul de comunicații Kwangmyŏngsŏng-2.
- 6 aprilie: A avut loc un cutremur devastator 6,3 grade Richter, care a zguduit centrul Italiei, în special orașul L'Aquila. Bilanțul provizoriu indică peste 300 de morți.
- 6-12 aprilie: A 88-a ediție a Campionatului European de Haltere s-a desfășurat la București, la Sala Polivalentă.
- 7 aprilie: Manifestații violente au avut loc la sediul Parlamentului și Președinției R. Moldova din Chișinău, simpatizanții opoziției contestând corectitudinea alegerilor din urmă cu două zile.
- 13 aprilie: A 17-a ediție a premiilor UNITER.
- 21 aprilie: UNESCO lansează World Digital Library.
- 25 aprilie: Cutremur în Vrancea. Magnitudine de 5,3 grade Richter. Cutremurul s-a simțit în mai multe orașe din țară.

### Mai

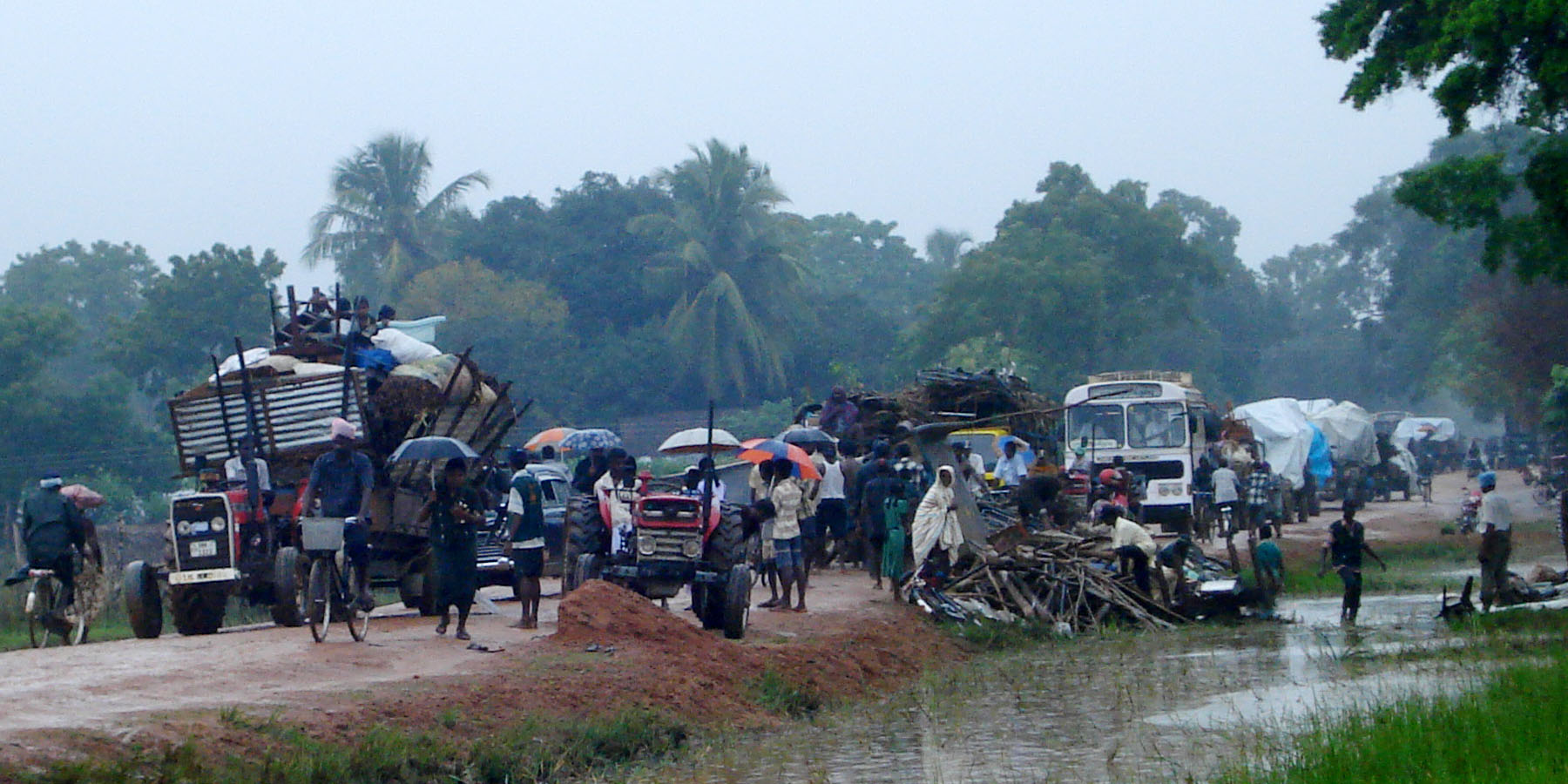
Încheierea războiului civil din Sri Lanka

- 7 mai: Înființarea a Parteneriatului Estic de la Praga.
- 17 mai: Apare jocul video Minecraft.
- 16 mai: Finala celei de-a 54-a ediții a concursului Eurovision a avut loc la Moscova, Rusia.
- 18 mai: După un sfert de secol de lupte, războiul civil din Sri Lanka se încheie cu înfrângerea totală a militarilor Tigrilor de Eliberare din Tamil Eelam.
- 20 mai: Prima tentativă de alegere a președintelui Republicii Moldova a eșuat.
- 22 mai: Conventul General din Debrecen a reînființat Biserica Reformată Maghiară din care fac parte și cele două episcopii ale Bisericii Reformate din România
- 28 mai: A doua tentativă de alegere a președintelui Republicii Moldova a fost amânată pe data de 3 iunie.

### Iunie

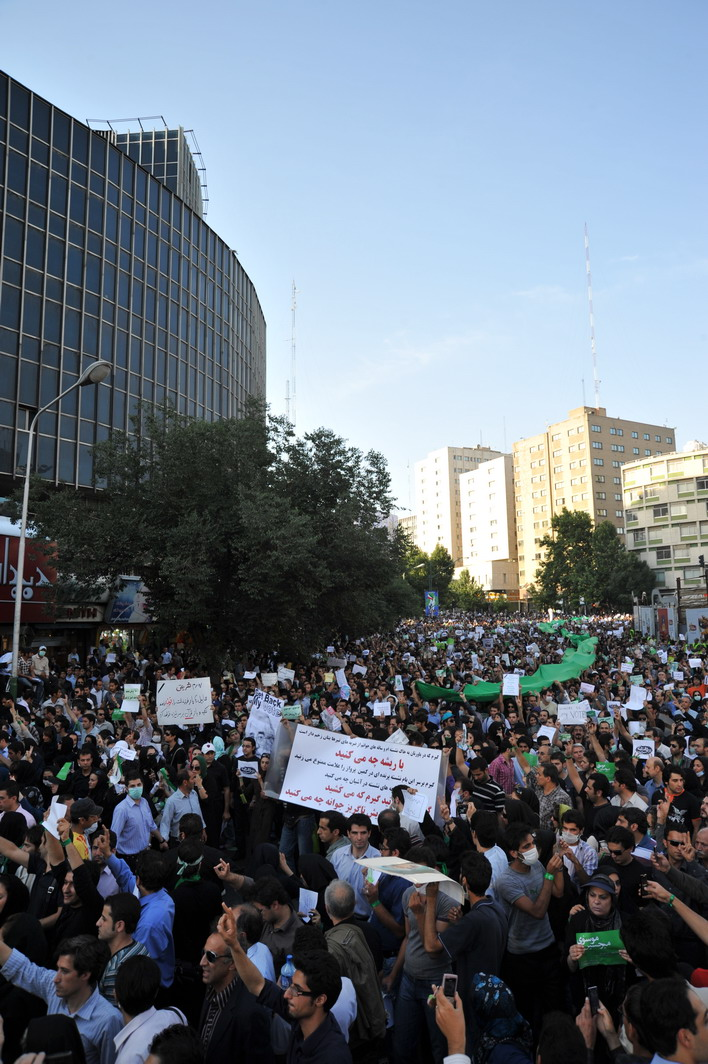
Proteste în Iran după alegerile prezidențiale din 16 iunie

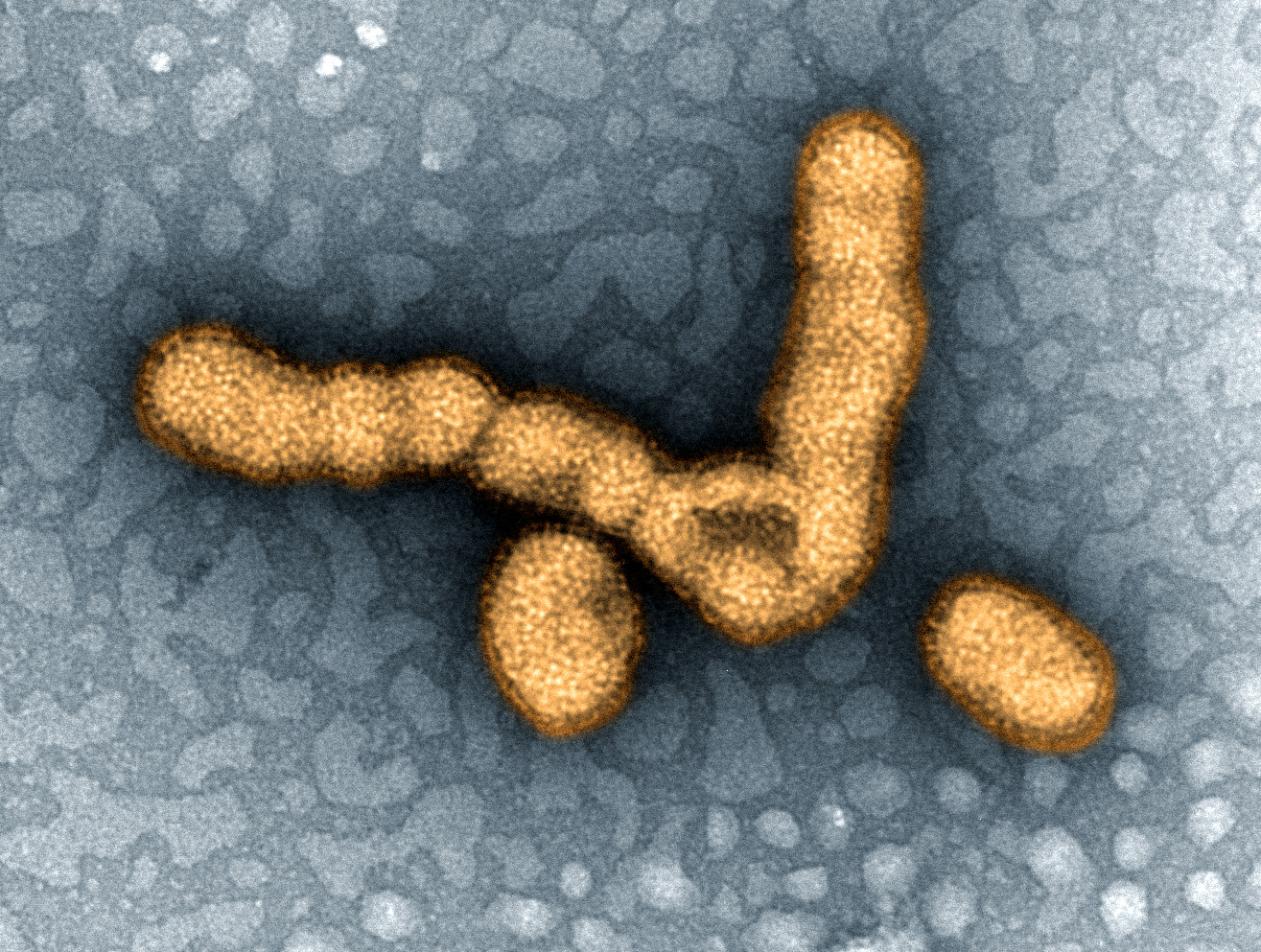
Declanșarea pandemiei de gripă porcină după ce virusul H1N1 a suferit mutații

- 1 iunie: Un Airbus A 330, aparținând companiei Air France, a dispărut deasupra Oceanului Atlantic; au fost 228 de decese, iar cutia neagră a fost găsită după 23 de luni de căutări.
- 3 iunie: A doua tentativă de alegere a președintelui Republicii Moldova de asemenea a eșuat.
- 7 iunie: Alegeri pentru Parlamentul European în România, 2009.
- 7 iunie: Se încheie a 8-a ediție a Festivalului Internațional de Film Transilvania.
- 11 iunie: Tulpina H1N1 suferă mutații, declanșându-se pandemia de „gripă porcină“ la nivel mondial.
- 12 iunie: Mahmoud Ahmadinejad este reales președinte al Iranului. La scurt timp după anunțarea rezultatelor oficiale în capitala Teheran se declanșează proteste.
- 13 iunie: Se încheie a 46-a ediție a Turului Ciclist al României.
- 21 iunie: Intră în vigoare Statutul de autonomie lărgită a Groenlandei prin care Groenlanda preia controlul asupra resurselor sale din subsol și dreptul la autoderminare. Groenlandeza deevine limba oficială.[13]
- 25 iunie: Moare, Michael Jackson, supranumit Regele muzicii pop, stârnind numeroase controverse.

### Iulie

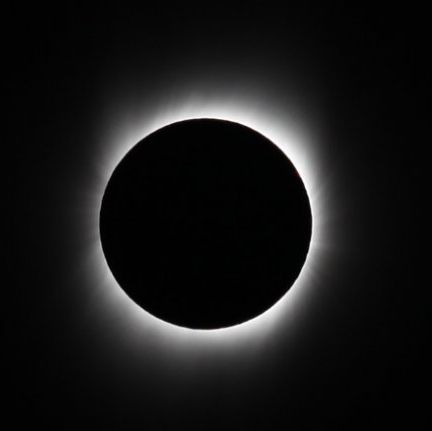
Eclipsa de Soare din 22 iulie 2009

- 1 iulie: Suedia preia de la Republica Cehă președinția Consiliului Uniunii Europene.
- 4 iulie: A început cea de-a 96-a ediție a Turului Franței.
- 17 iulie-2 august: Cea de-a 13 ediție a Campionatelor Mondiale de natație s-a desfășurat la Roma.
- 22 iulie: Eclipsă totală de soare în Asia.
- 26 iulie: S-a încheiat cea de-a 96-a ediție a Turului Franței cu victoria spaniolului Alberto Contador.
- 29 iulie: Alegeri parlamentare anticipate în Republica Moldova.

### August

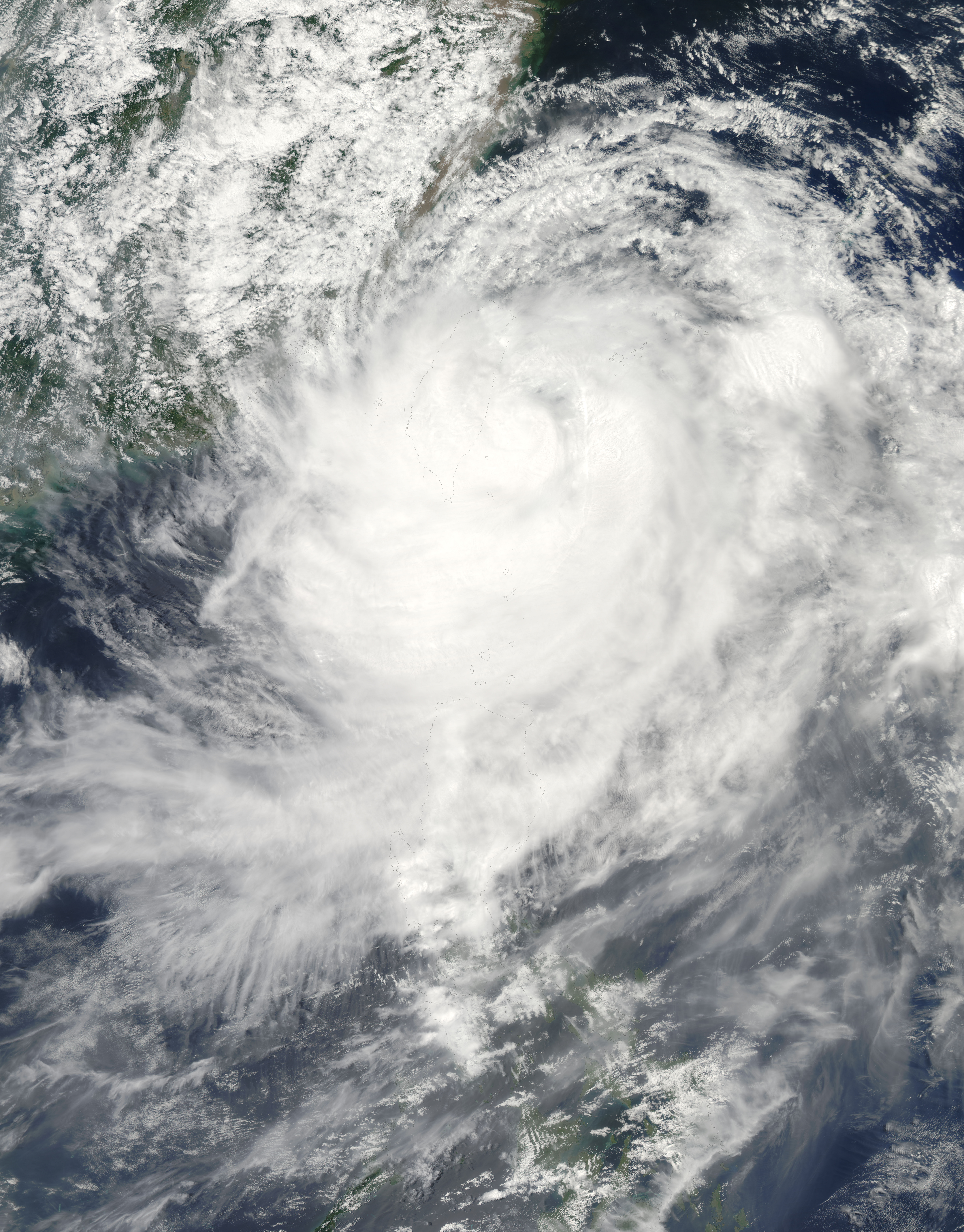
7 august: Taifunul Morakot

- 1 august: Anders Fogh Rasmussen devine Secretar General al NATO.
- 7 august: Taifunul Morakot lovește Taiwanul, omorând 500 de persoane și rănind 1000 de persoane, provocând cele mai grave inundații de pe insulă din ultima jumătate de secol.
- 15-23 august: Are loc cea de-a 12 ediție a Campionatului Mondial de Atletism de la Berlin.
- 16 august: Jamaicanul Usain Bolt stabilește un nou record mondial în proba de 100 m plat (9,58 sec.) din cadrul Campionatelor Mondiale de Atletism de la Berlin. Vechea performanță îi aparținea tot lui, fiind stabilită la Jocurile Olimpice de vară de la Beijing (9,69 sec.).
- 17 august: Războiul Civil Libian - Consiliul de Securitate al Organizației Națiunilor Unite adoptă Rezoluția 1973, prin care cere încetarea focului dintre protestatari și guvernul Libiei, condus de Muammar al-Gaddafi și prin care autorizează intervenția militară pentru protejarea civililor.[14]
- 26 august: Madonna a concertat pentru prima dată în România în fața a aproximativ 70.000 de spectatori din Parcul Izvor din București.

### Septembrie

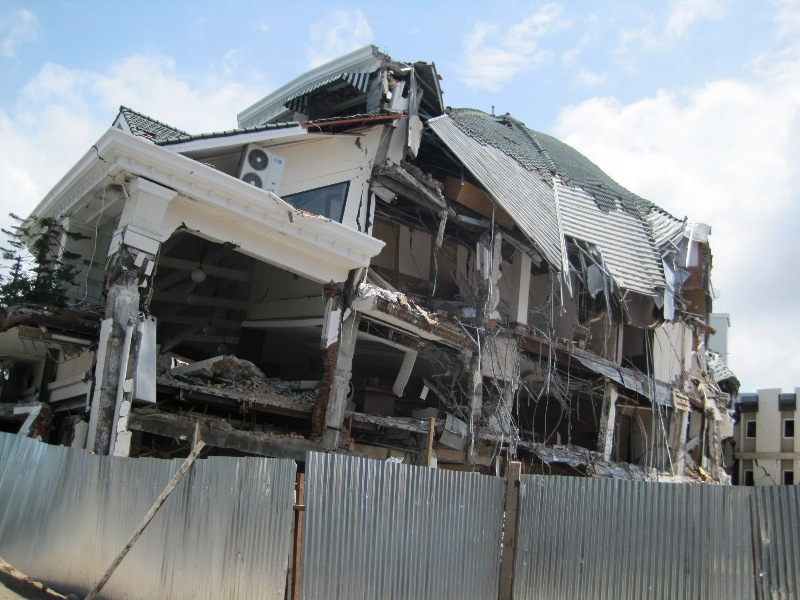
30 septembrie: Cutremur în Sumatra

- 11 septembrie: Mihai Ghimpu, numit în funcția de președinte al Parlamentului pe 28 august, a devenit președinte interimar al Republicii Moldova.[15]
- 14 septembrie: Alegeri parlamentare în Norvegia.
- 21-27 septembrie: A 17-a ediție a turneului de tenis Open România câștigată de spaniolul Albert Montañés în fața argentinianului Juan Mónaco.
- 27 septembrie: Alegeri federale în Germania. În funcția de cancelar a fost realeasă Angela Merkel.
- 27 septembrie: Regizorul franco-polonez, Roman Polanski, este arestat în Elveția, în urma lansării autorităților americane a unei operațiuni de căutare internațională începând din anul 2005. Polanski ajunsese în Elveția cu intenția de a participa la Festivalul Internațional de Film de la Zürich.
- 28 septembrie: Cel puțin 157 de demonstranți sunt uciși de către armata guineeană în timpul unui protest împotriva guvernului care a venit la putere printr-o lovitură de stat în anul precedent.
- 30 septembrie: Un cutremur de magnitudine 7,6 grade pe scara Richter lovește Sumatra, Indonezia, cu un maxim de intensitate VIII Mercalli (sever), bilanțul este de 1.110 decese.

### Octombrie
- 1 octombrie: Mircea Geoană anunță că toți miniștrii PSD demisionează din Guvern în urma revocării din funcția de ministru de interne a lui Dan Nica.
- 2 octombrie: La cea de-a 121 sesiune a Comitetului Internațional Olimpic de la Copenhaga, Danemarca, Rio de Janeiro a fost aleasă gazda Jocurilor Olimpice de vară din 2016.
- 2 octombrie: În Irlanda, 67,13% dintre alegători au votat pentru ratificarea Tratatului de la Lisabona.
- 8 octombrie: Herta Müller, scriitoare și traducătoare germană originară din România, este laureată a Premiului Nobel.
- 8 octombrie: Echipa României a câștigat medalia de aur în proba masculină de sabie din cadrul Campionatelor Mondiale de scrimă din Antalya. Acesta este primul titlu mondial cucerit de România la un sport olimpic, în anul 2009.
- 13 octombrie: În România, Guvernul Emil Boc (1) a fost demis în urma moțiunii de cenzură intitulată „11 împotriva României”, inițiată  de PNL și UDMR și susținută de PSD, cu 254 voturi „pentru” și 176 „împotrivă”.[16] A fost primul guvern din istoria României post-comuniste care a căzut în urma unei moțiuni de cenzură.
- 15 octombrie: Președintele României, Traian Băsescu îl desemnează pentru a forma un nou guvern pe Lucian Croitoru [17] însă Parlamentul nu a validat guvernul format de el.
- 22 octombrie: Compania americană Microsoft a lansat pe piață noul sistem de operare Windows 7.

### Noiembrie

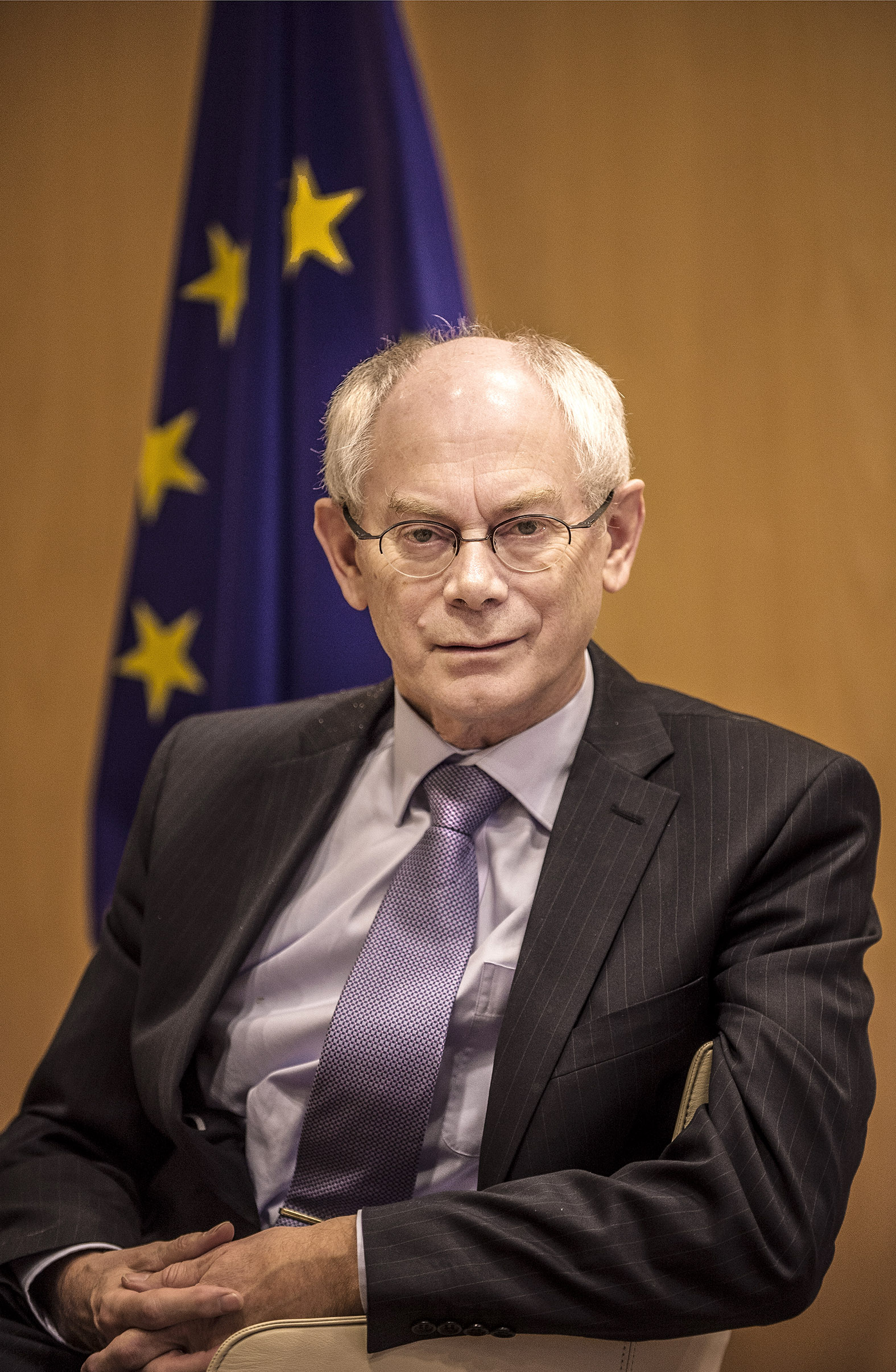
19 noiembrie: Prim-ministrul Belgiei, Herman Van Rompuy, devine primul președinte permanent al Consiliului European.

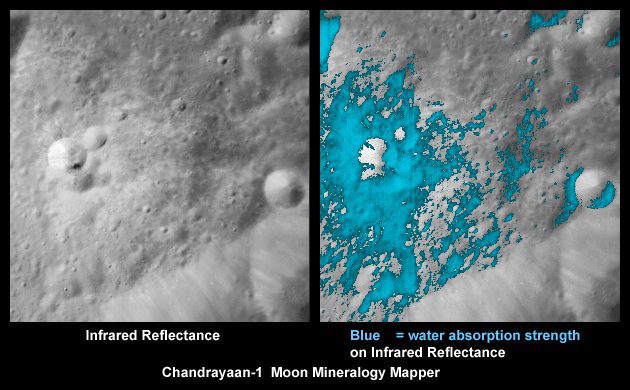
13 noiembrie: NASA anunță că a descoperit o mare cantitate de apă pe Lună.

- 4 noiembrie: Guvernul propus de Lucian Croitoru este respins de Parlamentul României cu 189 voturi pentru și 250 împotrivă.[18]
- 6 noiembrie: Traian Băsescu nominalizează o nouă persoană pentru funcția de premier al României pe primarul sectorului 3 al capitalei, Liviu Negoiță.[19]
- 13 noiembrie: NASA anunță că a descoperit o mare cantitate de apă pe Lună.[20]
- 19 noiembrie: Prim-ministrul Belgiei, Herman Van Rompuy, devine primul președinte stabil al Consiliului European.
- 22 noiembrie: Alegeri prezidențiale în România. În primul scrutin Traian Băsescu conduce cu 32,44% din voturi, urmat de Mircea Geoană cu 31,15%, care se califică pentru al 2-lea tur de scrutin.
- 22 noiembrie: Referendum în România, privind la trecerea la parlamentul unicameral și reducerea numărului de parlamentari la 300.

### Decembrie
- 6 decembrie: Alegeri prezidențiale în România. În scrutinul al 2-lea Traian Băsescu obține un scor de 50,34% din sufragii, contracandidatul său, Mircea Geoană, obținând doar 49,66%.
- 11 decembrie: Alegeri prezidențiale în Chile.
- 15 decembrie: Liviu Negoiță depune mandatul de prim-ministru primit de la Traian Băsescu pe 6 noiembrie.[21]
- 16 decembrie: Traian Băsescu este confirmat de Curtea Constituțională în funcția de Președinte al României pentru încă cinci ani.
- 17 decembrie: Președintele României Traian Băsescu îl desemnează pentru a forma un nou guvern pe Emil Boc.
- 21 decembrie: Traian Băsescu depune jurământul de învestitură în fața Parlamentului României.
- 23 decembrie: Guvernul Boc II este validat de Parlamentul României cu 276 voturi pentru și 135 împotrivă.[22]

## Decese

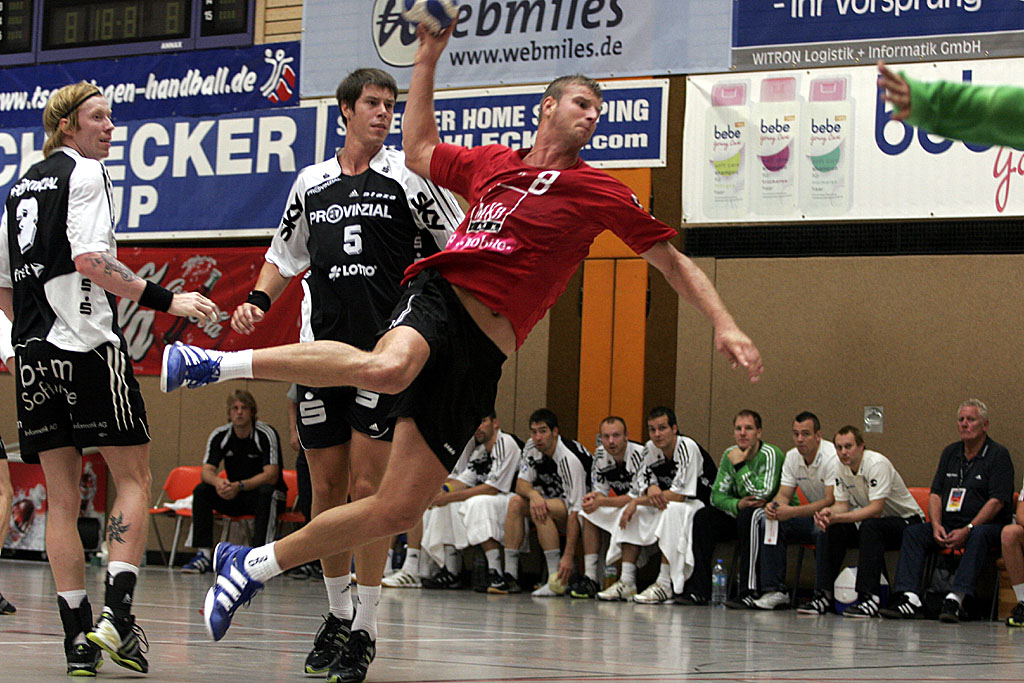
Marian Cozma

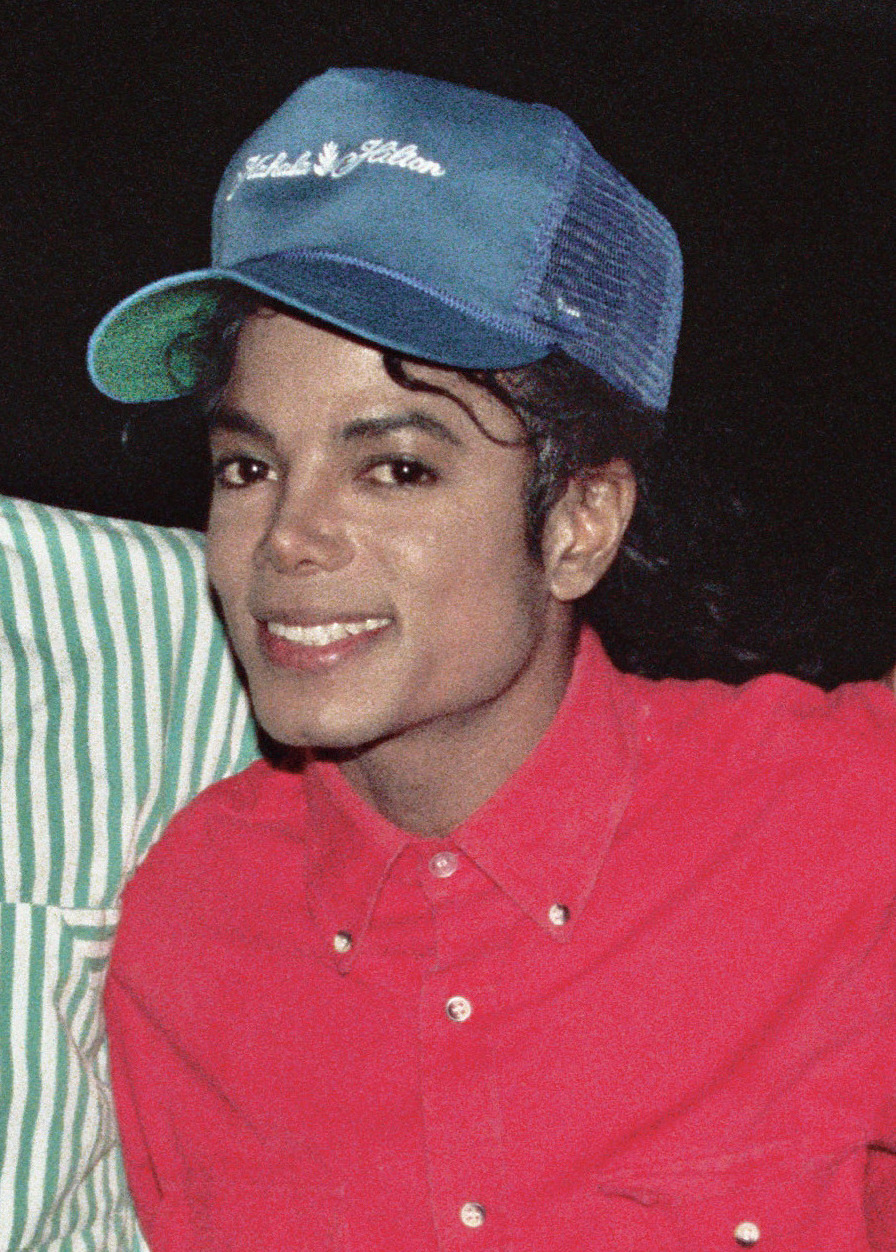
Michael Jackson

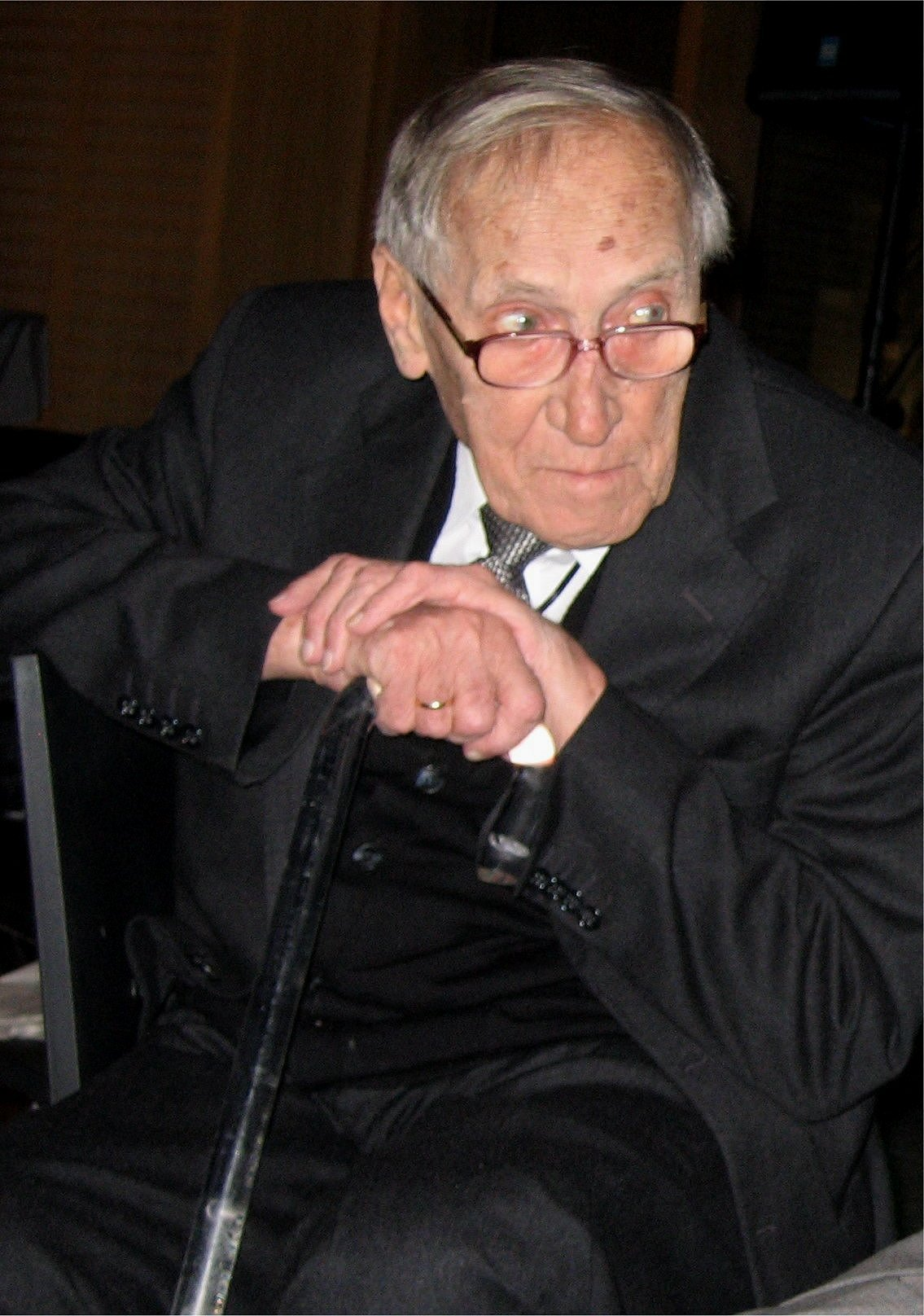
Leszek Kołakowski

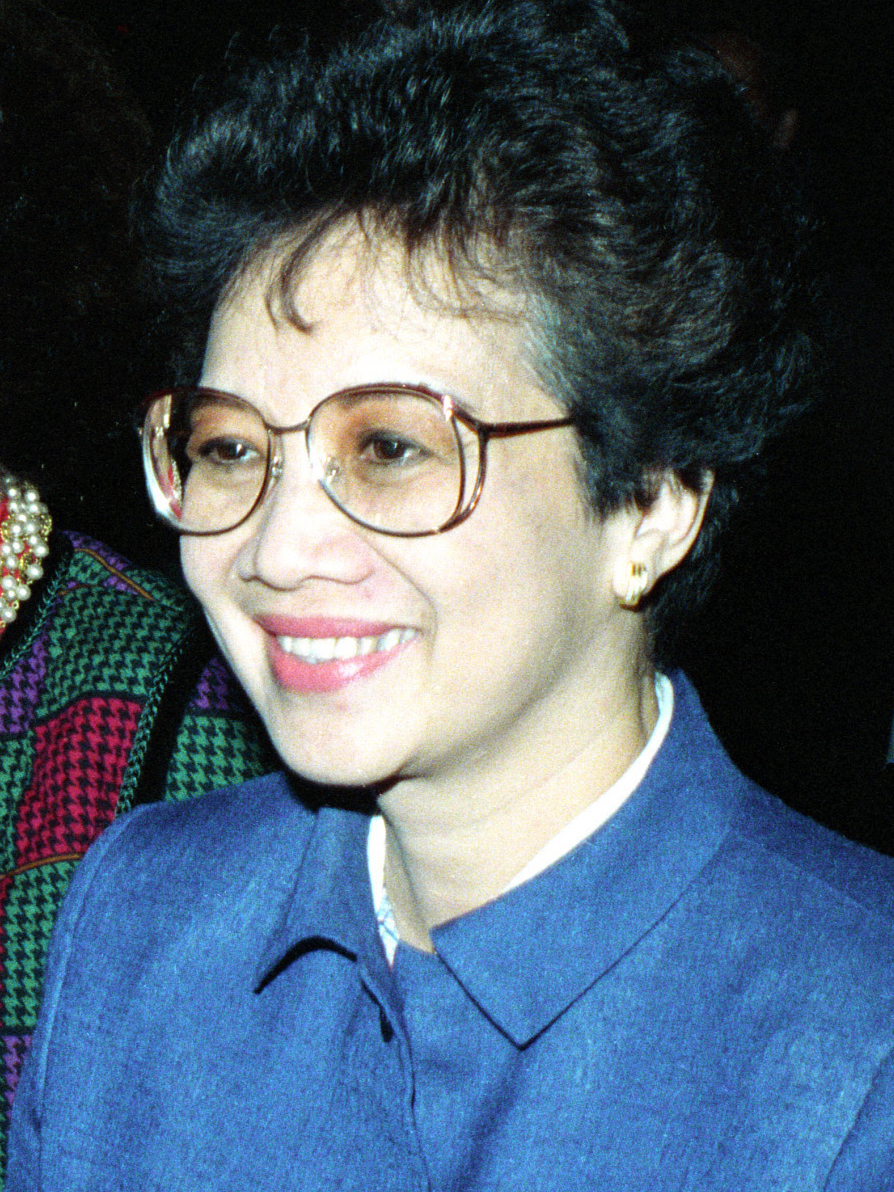
Corazon Aquino

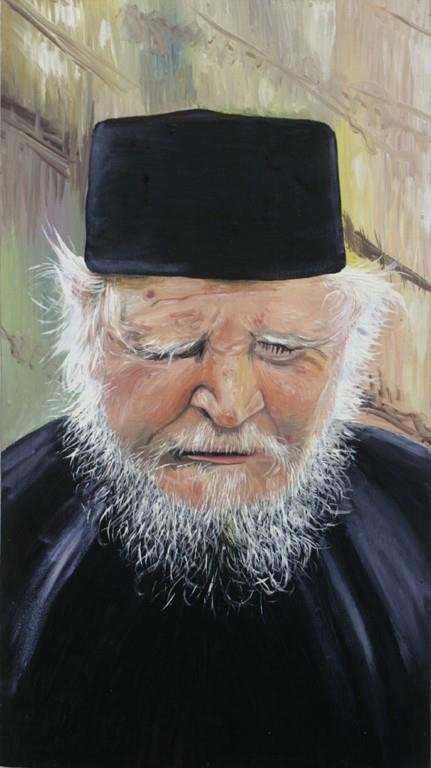
Teofil Părăian

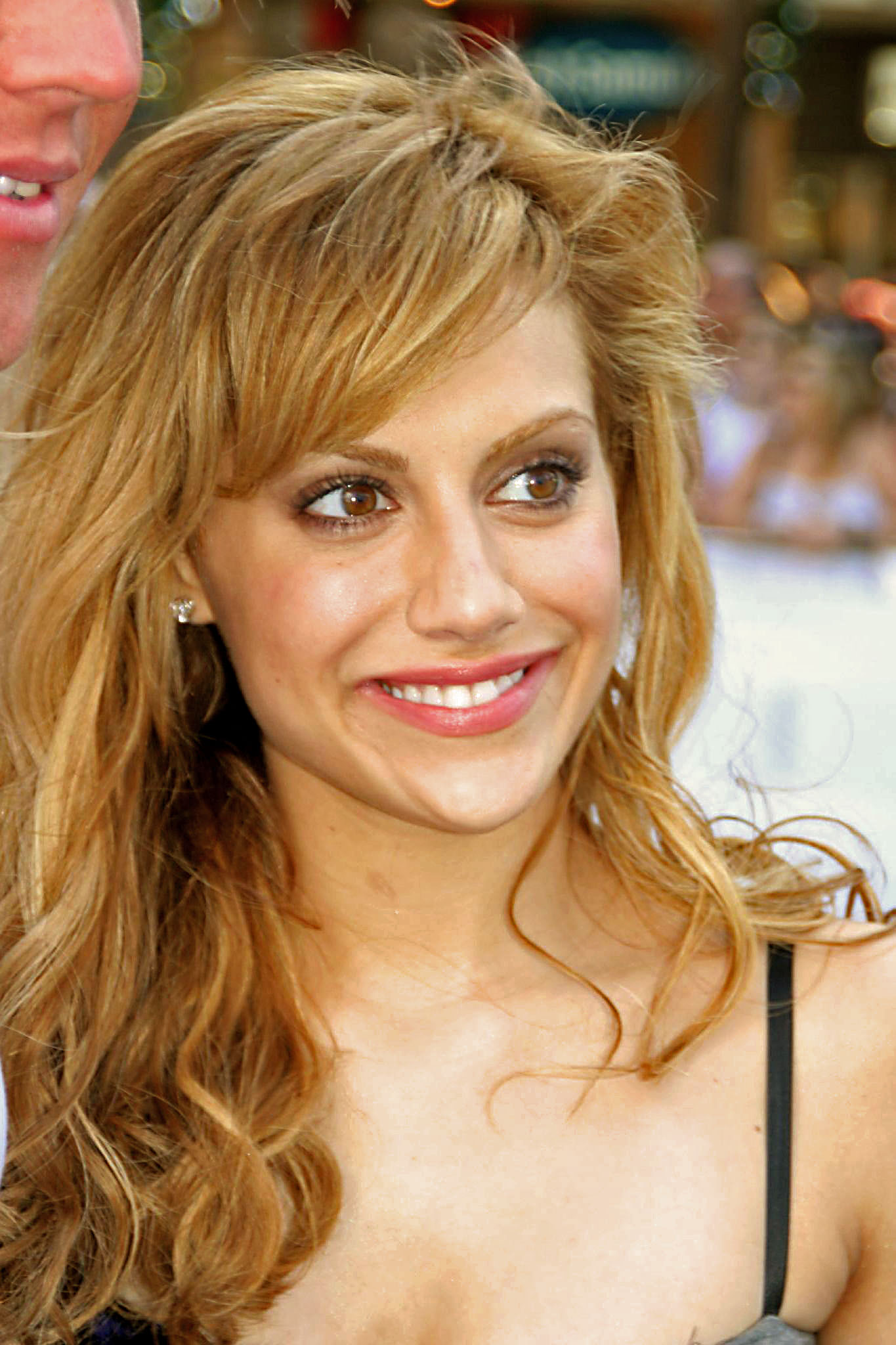
Brittany Murphy

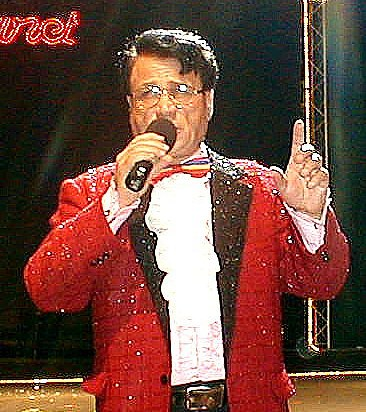
Ion Dolănescu

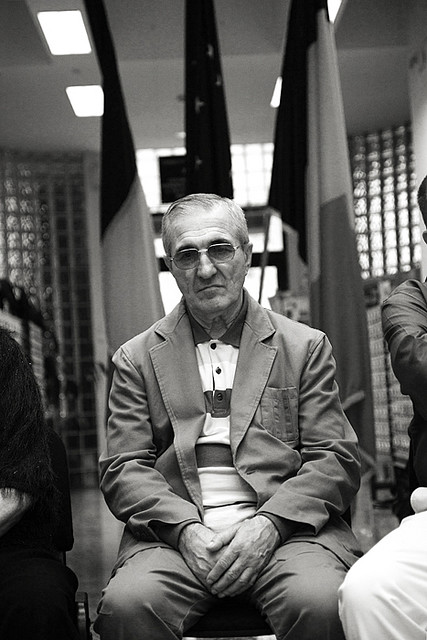
Gheorghe Dinică

### Ianuarie
- 1 ianuarie: Edmund Purdom, actor, artist de voce și regizor englez (n. 1924)
- 2 ianuarie: Ryuzo Hiraki, 77 ani, fotbalist japonez (n. 1931)
- 3 ianuarie: Gabriela Tudor, 51 ani, om de afaceri român (n. 1957)
- 5 ianuarie: Mircea Stănescu, 39 ani, politician român, fiul lui Sorin Roșca Stănescu (n. 1969)
- 6 ianuarie: Ron Asheton (Ronald Frank Asheton), 60 ani, muzician american (The Stooges), (n. 1948)
- 10 ianuarie: Paramon Maftei, 83 ani, solist român de operă (tenor), (n. 1935)
- 10 ianuarie: Ioan Nemeș, 85 ani, biolog român (n. 1924)
- 10 ianuarie: Elżbieta Zawacka, 99 ani, profesoară universitară poloneză (n. 1909)
- 11 ianuarie: Vasile Cociu, 84 ani, inginer agronom român, cercetător, specialist în genetica și ameliorarea plantelor pomicole, doctor docent în științe agricole, profesor, publicist (n. 1924)
- 12 ianuarie: Claude Berri (n. Claude Berel Langmann), 74 ani, regizor francez (n. 1934)
- 12 ianuarie: Arne Næss, 96 ani, filosof norvegian (n. 1912)
- 13 ianuarie: Patrick McGoohan, 80 ani, actor american (n. 1928)
- 14 ianuarie: Victor Dolipschi, 58 ani, sportiv român (lupte), (n. 1950)
- 14 ianuarie: Jan Kaplický, 71 ani, arhitect ceh (n. 1937)
- 14 ianuarie: Ricardo Montalbán, actor mexicano-american de film și televiziune (n. 1920)
- 15 ianuarie: Olivier Clément, 87 ani, teolog francez (n. 1921)
- 16 ianuarie: Andrew Newell Wyeth, 91 ani, pictor american (n. 1917)
- 18 ianuarie: Victor Ciutac, 71 ani, actor din R. Moldova (n. 1938)
- 18 ianuarie: Grigore Vieru, 73 ani, poet român din Republica Moldova, membru corespondent al Academiei Române (n. 1935)
- 20 ianuarie: Mihai Rădulescu, 72 ani, scriitor și istoric român (n. 1936)
- 20 ianuarie: Eugen Trofin, 77 ani, antrenor român de handbal (n. 1931)
- 25 ianuarie: Eleanor F. Helin (n. Eleanor Key Francis), 76 ani, astronom american (n. 1932)
- 27 ianuarie: John Updike (John Hoyer Updike), 76 ani, scriitor american (n. 1932)
- 27 ianuarie: Ramaswamy Venkataraman, 98 ani, al 8-lea președinte al Indiei (1987-1992), (n. 1910)
- 30 ianuarie: Teddy Mayer (Edward Everett Mayer), 73 ani, cofondatorul echipei de Formula 1 McLaren (n. 1935)
- 31 ianuarie: Lino Aldani, 82 ani, scriitor italian (n. 1926)
- 31 ianuarie: Virgil Constantinescu (n. Virgiliu Niculae G. Constantinescu), 78 ani, inginer român, președinte al Academiei Române (n.1931)
- 31 ianuarie: Virgiliu N. Constantinescu, inginer român (n. 1931)

### Februarie
- 1 februarie: Anastasie Iordache, 75 ani, istoric român (n. 1933)
- 1 februarie: Jim McWithey, 81 ani, pilot american de Formula 1 (n. 1927)
- 2 februarie: Constantin Ciopraga, 92 ani, critic literar, membru de onoare al Academiei Române (n. 1916)
- 2 februarie: Marius Pepino, 83 ani, actor român (n. 1925)
- 3 februarie: Virgil Almășanu, 82 ani, pictor român (n. 1926)
- 5 februarie: Albert Barillé, 88 ani, producător francez de film (n. 1920)
- 6 februarie: James Whitmore, 87 ani, actor american (n. 1921)
- 8 februarie: Marian Cozma, 26 ani, handbalist român (n. 1982)
- 9 februarie: Alexandru Danielopol, 92 ani, jurist român (n. 1916)
- 11 februarie: Willem Johan Kolff, 97 ani, medic internist neerlandez, pionier al hemodializei, inima artificială (n. 1911)
- 13 februarie: Gianna Maria Canale, 81 ani, actriță italiană (n. 1927)
- 15 februarie: Kazuhiko Nishijima, 82 ani, fizician japonez (n. 1926)
- 18 februarie: Tayeb Salih, 79 ani, scriitor sudanez (n. 1929)
- 19 februarie: Kelly Groucutt (n. Michael William Groucutt), 63 ani, muzician britanic (Electric Light Orchestra), (n. 1945)
- 19 februarie: Petru Nedov, 82 ani, academician din R. Moldova de etnie bulgară (n. 1926)
- 20 februarie: Eugenia Bădulescu, 87 ani, actriță română de teatru și film (n. 1921)
- 20 februarie: Costin Cazaban, 62 ani, compozitor francez de etnie română (n. 1946)
- 20 februarie: Grigore Dogaru, 88 ani, preot greco-catolic român (n. 1921)
- 20 februarie: Gheorghe Singur, 78 ani, economist din R. Moldova (n. 1930)
- 24 februarie: Ádám Anavi, 99 ani, scriitor maghiar (n. 1909)
- 25 februarie: Philip José Farmer, 91 ani, scriitor american (n. 1918)
- 27 februarie: Manea Mănescu, 92 ani, comunist român (n. 1916)
- 28 februarie: Miguel Serrano, 91 ani, diplomat, jurnalist, explorator și poet chilian (n. 1917)

### Martie
- 1 martie: Paolo Maffei, 83 ani, astrofizician italian (n. 1926)
- 1 martie: Mihail Podureț, 81 ani, fizician sovietic de etnie română (n. 1927)
- 2 martie: Jacob Theodore Schwartz, 79 ani, matematician american (n. 1930)
- 3 martie: Åke Lindman (n. Åke Leonard Järvinen), 81 ani, actor finlandez (n. 1928)
- 11 martie: Péter Bacsó, 81 ani, producător, scenarist și regizor de film, maghiar (n. 1928)
- 11 martie: Matilda Caragiu Marioțeanu, 81 ani, lingvistă română de etnie aromână, membră a Academiei Române, sora actorului Toma Caragiu (n. 1927)
- 12 martie: Mihai Ungheanu, 69 ani, senator român (2000-2008), (n. 1939)
- 13 martie: Betsy Blair, 85 ani, actriță americană de film și teatru (n. 1923)
- 13 martie: Andrew Martin, 33 ani, wrestler canadian (n. 1975)
- 16 martie: Rozalia Borș, 76 ani,  demnitar comunist român de etnie maghiară (n. 1933)
- 16 martie: Abdelkebir Khatibi, 71 ani, scriitor marocan (n. 1938)
- 18 martie: Natasha Jane Richardson, 45 ani, actriță britanică de teatru și film (n. 1963)
- 19 martie: Ion Dolănescu, 65 ani, interpret român de muzică populară (n. 1944)
- 21 martie: Mohit Sharma, 31 ani, ofițer al armatei indiene care a primit postum Ashoka Chakra, cea mai înaltă decorație militară din India în timp de pace (n. 1978)
- 21 martie: Petre Stoica, 78 ani, poet român (n. 1931)
- 22 martie: Jade Goody (Jade Cerisa Lorraine Goody), 27 ani, prezentatoare britanică TV (n. 1981)
- 23 martie: Lloyd Ruby, 81 ani, pilot american de Formula 1 (n. 1928)
- 24 martie: Péter Jecza, 69 ani, sculptor și profesor de sculptură român de etnie maghiară (n. 1939)
- 28 martie: Constantin Isac, 81 ani, medic chirurg român (n. 1927)
- 28 martie: Maurice Jarre, 84 ani, compozitor și dirijor francez (n. 1924)
- 28 martie: Renata Mauro, 74 ani, actriță, cântăreață și moderatoare de televiziune italiană (n. 1934)
- 29 martie: Eugeniu Hriscev, 67 ani, economist din R. Moldova (n. 1942)
- 30 martie: Anna Beda, 82 ani, poetă maghiară (n. 1926)
- 31 martie: Marga Barbu (n. Margareta-Yvonne Butuc), 80 ani, actriță română de teatru și film (n. 1929)

### Aprilie
- 2 aprilie: Lazăr Dragoș, 78 ani, matematician român (n. 1930)
- 5 aprilie: I. J. Good (n. Isidore Jacob Gudak), 92 ani, matematician britanic (n. 1916)
- 6 aprilie: Gheorghe Ene, 72 ani, fotbalist (atacant) și antrenor român (n. 1937)
- 6 aprilie: Vilmos Szabó (pictor), 66 ani,  pictor și critic de artă român de etnie maghiară (n. 1942)
- 7 aprilie: Ion Țîbuleac, 22 ani,  una din victimele revoltei anticomuniste (n. 1987)
- 8 aprilie: Valeriu Victor Boboc, 23 ani, victimă a revoltei anticomuniste din R. Moldova (n. 1985)
- 10 aprilie: Ioannis Patakis, 68 ani, politician grec (n. 1940)
- 10 aprilie: Evgheni Vesnik, 86 ani, actor de teatru și film rus și sovietic  (n. 1923)
- 12 aprilie: Sitara Achakzaï, 52 ani, politiciană și activistă pentru drepturilor femeilor, cu dublă cetățenie, afgană și germană (n. 1957)
- 12 aprilie: Marilyn Chambers (n. Marilyn Ann Briggs), 56 ani, actriță americană (n. 1952)
- 13 aprilie: Alfred Swift, 77 ani, ciclist sud-african (n. 1931)
- 14 aprilie: Maurice Druon, 90 ani, scriitor francez (n. 1918)
- 15 aprilie: Cicerone Poghirc (Cicerone George D. Poghirc), 81 ani, lingvist, indo-europenist, istoric al limbii române, tracolog și istoric al religiilor român (n. 1928)
- 17 aprilie: Gheorghe Cozub, 71 ani, academician din R. Moldova (n. 1937)
- 19 aprilie: J. G. Ballard (James Graham Ballard), 78 ani, scriitor britanic de literatură SF (n. 1930)
- 20 aprilie: Aladár Lászlóffy, 71 ani, scriitor maghiar din România, membru corespondent al Academiei Române (n. 1937)
- 21 aprilie: Vivian Maier, 83 ani, fotografă americană (n. 1926)
- 22 aprilie: Ken Annakin, 94 ani, regizor de film britanic (n. 1914)
- 22 aprilie: Marilyn Cooper, 74 ani, actriță americană (n. 1934)
- 22 aprilie: Margareta Krauss-Silvestrini, 63 ani, actriță română de teatru și film, care a activat preponderent în Italia (n. 1946)
- 23 aprilie: Damaschin Coravu, 68 ani, episcop român (n. 1940)
- 24 aprilie: Ioachim Mareș, 82 ani, episcop ortodox român  (n. 1927)
- 26 aprilie: Cătălina Murgea, 68 ani, actriță română (n. 1941)
- 27 aprilie: Tomohiko Ikoma, 76 ani, fotbalist japonez (portar), (n. 1932)
- 27 aprilie: Valeria Peter Predescu, 61 ani, interpretă română de muzică populară din Năsăud (n. 1947)
- 30 aprilie: Vasile Miclăuș, 55 ani, deputat român (1996-2000), (n. 1954)

### Mai
- 2 mai: Augusto Boal, 78 ani, scriitor brazilian (n. 1931)
- 4 mai: Dom DeLuise (Dominick DeLuise), 75 ani, actor american (n. 1933)
- 4 mai: Corneliu Petrescu, 84 ani, pictor român (n. 1924)
- 6 mai: Virgiliu Dan Negrea, 67 ani, profesor universitar român (n. 1942)
- 12 mai: Petre Mihai Bănărescu, 87 ani, zoolog și biogeograf român, membru al Academiei Române (n. 1921)
- 13 mai: Monica Bleibtreu, 65 ani, actriță și scenaristă austriacă (n. 1944)
- 13 mai: Ruslan Holban, 28 ani, ofițer și căpitan rus de etnie găgăuză și bașchiră (n. 1981)
- 14 mai: Gheorghe Ion, 85 ani, militar și politician comunist român (n. 1923)
- 15 mai: Eremia Constantin Cotrutz, 74 ani, deputat român (1996-2000), (n. 1935)
- 15 mai: Nicolae Filip, 83 ani, fizician și savant din R. Moldova, membru al Academiei de științe (ASM), (n. 1926)
- 15 mai: Bud Tingwell (Charles William Tingwell), 86 ani, cântăreț, aviator, prezentator radio și actor australian de film și televiziune (n. 1923)
- 15 mai: Nicolae Filip, academician moldovean (n. 1926)
- 17 mai: Mario Benedetti, 88 ani, scriitor uruguayan (n. 1920)
- 17 mai: Alexandru Husar, 89 ani, filosof român (n. 1920)
- 17 mai: Alexei Marinat, scriitor moldovean (n. 1924)
- 18 mai: Wayne Allwine (Wayne Anthony Allwine), 62 ani, actor american (n. 1947)
- 18 mai: David Ghiladi, 100 ani, ziarist, scriitor, redactor literar și traducător israelian (n. 1908)
- 19 mai: Gheorghe Corneliu Chirieș, 80 ani, jurnalist militar român (n. 1928)
- 20 mai: Pierre Gamarra, 89 ani, scriitor francez (n. 1919)
- 20 mai: Oleg Ivanovici Iankovski, 65 ani, actor rus de teatru și film (n. 1944)
- 20 mai: Adelaida Mateescu, 75 ani, inginer român (n. 1932)
- 23 mai: Roh Moo-Hyun, 62 ani, al 16-lea președinte al Coreei de Sud (2003-2008), (n. 1946)
- 23 mai: Barbara Rudnik, 50 ani, actriță germană (n. 1958)
- 26 mai: Mihail Papayannakis, 67 ani, om politic grec (n. 1941)
- 27 mai: Clive Granger (Clive William John Granger), 74 ani, economist britanic (n. 1934)
- 28 mai: Lenrie Peters, scriitor gambian (n. 1932)
- 30 mai: Ephraim Katzir (n. Efraim Kaczalski), 93 ani, al 4-lea președinte al Israelului (1973-1978), (n. 1916)
- 30 mai: Efraim Katzir, biofizician israelian, al patrulea președinte al Israelului (n. 1916)
- 30 mai: Waldemar Matuška, 76 ani, actor și cântăreț de șlagăre cehoslovac (n. 1932)
- 31 mai: Millvina Dean, 97 ani, ultima supraviețuitoare a naufragiului vasului „Titanic” (n. 1912)
- 31 mai: Felipe Camisón Asensio, politician spaniol (n. 1929)

### Iunie
- 1 iunie: Agnesa Roșca, 79 ani, poetă, eseistă, publicistă și traducătoare din Republica Moldova (n. 1929)
- 2 iunie: Andrei Vartic, 60 ani, fizician, scriitor, publicist și actor din R. Moldova (n. 1948)
- 2 iunie: Auguste Baillayre, pictor francez (n. 1958)
- 2 iunie: Ioan Geoană, 80 ani, general român (n. 1928)
- 3 iunie: David Carradine (n. John Arthur Carradine), 72 ani, actor american (n. 1936)
- 7 iunie: Danielle Darras, 65 ani, politiciană franceză (n. 1943)
- 7 iunie: Hugh Collin Hopper, 64 ani, basist britanic (Soft Machine), (n. 1945)
- 9 iunie: Karl-Michael Vogler, 80 ani, actor german (n. 1928)
- 10 iunie: Ioan Nemeș, biolog român (n. 1924)
- 14 iunie: Angela Coughlan, 56 ani, înotătoare canadiană (n. 1952)
- 15 iunie: Sohrab Aarabi, 19 ani, student iranian (n. 1990)
- 15 iunie: Mircea N. Sabău, 74 ani, fizician și profesor român (n. 1934)
- 16 iunie: Gheorghe Pârnuță, 94 ani, profesor universitar, istoric al invățământului și scriitor român (n. 1915)
- 17 iunie: Ralf Gustav Dahrendorf (Wieland Europa), 80 ani, sociolog și politician britanic de etnie germană (n. 1929)
- 18 iunie: Carlos Candal, 71 ani, politician portughez (n. 1938)
- 18 iunie: Mihai Mocanu, 67 ani, fotbalist și antrenor român (n. 1942)
- 19 iunie: Nicolae Neagu, 77 ani, medic și poet român (n. 1931)
- 23 iunie: Paneth Farkas, 92 ani, jucător român de tenis, de etnie maghiară (n. 1917)
- 23 iunie: Farkas Paneth, jucător de tenis de masă român (n. 1917)
- 24 iunie: Matei Călinescu, 75 ani, critic și teoretician literar român (n. 1934)
- 24 iunie: Octavian Iliescu, 89 ani, avocat și numismat român (n. 1919)
- 24 iunie: Olja Ivanjicki, 78 ani, artistă plastică și poetă sârbă (n. 1931)
- 24 iunie: Dumitru Surdu, 62 ani, politician român (n. 1947)
- 25 iunie: Farrah Fawcett (n. Mary Farrah Leni Fawcett), 62 ani, actriță americană (n. 1947)
- 25 iunie: Michael Jackson (Michael Joseph Jackson), 50 ani, interpret și compozitor american de muzică pop supranumit „regele muzicii pop”, (n. 1958)
- 25 iunie: Irina Parpulova, 77 ani, jucătoare de dame sovietică și din R. Moldova (n. 1931)
- 26 iunie: Ștefan Fay (n. Ștefan Vasile Andrei), 89 ani, scriitor și genealogist francez, născut în România (n. 1919)
- 28 iunie: Billy Mays (n. William Darrell Mays, jr.), 50 ani, prezentator TV, american (n. 1958)
- 28 iunie: Petru Poiată, 47 ani, deputat în primul parlament al Republicii Moldova (n. 1962)
- 29 iunie: Magdalena Boiangiu, 70 ani, critic de teatru, jurnalist român (n. 1939)
- 29 iunie: Mihai Iacob, regizor român (născut în 1933 la Orăștie) (n. 1933)
- 30 iunie: Pina Bausch, 68 ani, balerină și coregrafă germană (n. 1940)

### Iulie
- 1 iulie: Marwa El-Sherbini, 31 ani, farmacistă egipteană (n. 1977)
- 1 iulie: Karl Malden (n. Mladen George Sekulovich), 97 ani, actor american (n. 1912)
- 1 iulie: Iosif Vatopedinul, 88 ani, monah din Muntele Athos, unul dintre puținii ucenici ai Sfântului Iosif Isihastul (Spileotul) (n. 1921)
- 3 iulie: Frank Devine, 77 ani, jurnalist și editor de ziar australian (n. 1931)
- 3 iulie: Dumitru Irimia, 69 ani, profesor, lingvist și filolog român (n. 1939)
- 3 iulie: John Keel (n. Alva John Kiehle), 79 ani, jurnalist și ufolog american (n. 1930)
- 4 iulie: Gelu Măgureanu, 41 ani, poet, ziarist și sociolog român (n. 1967)
- 5 iulie: Dionisie Ghermani, 86 ani, scriitor român (n. 1922)
- 5 iulie: Mihai Marcian Iacob, 76 ani, regizor român de film (n. 1933)
- 6 iulie: Vasili Aksionov, 76 ani, scriitor rus (n. 1932)
- 6 iulie: Mihai Baicu, 33 ani, fotbalist român (n. 1975)
- 6 iulie: Robert Strange McNamara, 93 ani, om de afaceri și politician american (n. 1916)
- 9 iulie: Nicolae Burcea, 54 ani, fotbalist și antrenor român (n. 1955)
- 11 iulie: Arturo Gatti, 37 ani, pugilist canadian de etnie italiană (n. 1972)
- 12 iulie: Charles N. Brown (Charles Nikki Brown), 72 ani, redactor american (n. 1937)
- 12 iulie: Tommy Cummings (Thomas Smith Cummings), 80 ani, fotbalist britanic (n. 1928)
- 12 iulie: Christopher Prout, politician britanic (n. 1942)
- 13 iulie: Uma Aaltonen, 68 ani, politician, autor și jurnalist finlandez (n. 1940)
- 13 iulie: Ioana Nicola, 89 ani, soprană română (n. 1920)
- 14 iulie: John Fautenberry, 46 ani, criminal în serie american (n. 1963)
- 14 iulie: Maurice Fontaine, 104 ani, politician francez, membru de onoare al Academiei Române (n. 1904)
- 15 iulie: Natalia Estemirova, 49 ani, jurnalistă rusă și activistă pentru drepturile omului (n. 1959)
- 17 iulie: Meir Amit, 88 ani, general și om politic israelian (n. 1921)
- 17 iulie: Leszek Kołakowski, 81 ani, filosof polonez (n. 1927)
- 18 iulie: Petre Alexandrescu, 79 ani, istoric român (n. 1930)
- 18 iulie: Paul Petrescu, 88 ani, etnolog român (n. 1921)
- 18 iulie: Paul Petrescu, etnolog român (n. 1921)
- 21 iulie: Maria Sanda Tătărescu-Negropontes, 90 ani, senator român (1990-1992), (n. 1919)
- 23 iulie: Dan Setlacec, 87 ani, medic și profesor român (n. 1921)
- 25 iulie: Sergiu Grossu, 88 ani, scriitor și teolog român (n. 1920)
- 29 iulie: Thomas von Randow (aka Zweistein), 87 ani, matematician german (n. 1921)
- 31 iulie: Sorin Mircea Bottez, 79 ani, om politic român, luptător anticomunist, ambasador al României la ONU (n. 1930)
- 31 iulie: Bobby Robson (n. Robert William Robson), 76 ani, fotbalist, antrenor și selecționer britanic (n. 1933)

### August
- 1 august: Corazon Aquino (María Corazón Cojuangco Aquino), 76 ani, al 11-lea președinte al statului Filipine (1986-1992), (n. 1933)
- 2 august: Constantin Condrea, 88 ani, poet, dramaturg, satiric și traducător român (n. 1920)
- 2 august: Hironoshin Furuhashi, 80 ani, înotător olimpic de freestyle, japonez (n. 1928)
- 4 august: Amos Kenan, scriitor, ziarist și artist plastic israelian (n. 1927)
- 6 august: John Hughes, 59 ani, regizor, scenarist și producător american (Singur acasă) (n. 1950)
- 6 august: Ileana Pociovălișteanu (Bulova, Lindt), 89 ani, cetățeană română (n. 1919)
- 7 august: Tamás Cseh, 66 ani, cântăreț, compozitor și interpret de muzică pop, maghiar (n. 1943)
- 7 august: Eru Potaka-Dewes, 70 ani, actor neozeelandez (n. 1939)
- 7 august: Tatiana Stepa, 46 ani, interpretă româncă de muzică folk (n. 1963)
- 8 august: Daniel Jarque (Daniel Jarque González), 26 ani, fotbalist spaniol (n. 1983)
- 11 august: Valeriu Lazarov, 73 ani, realizator român de programe TV (n. 1935)
- 12 august: Les Paul (n. Lester William Polsfuss), 94 ani, chitarist american (n. 1915)
- 15 august: Florin Bogardo, 64 ani, compozitor și cântăreț român (n. 1942)
- 18 august: Kim Dae-jung (Thomas More), 85 ani, al 15-lea președinte al Coreei de Sud (1998-2003), (n. 1924)
- 18 august: Robert Novak, 78 ani, cronicar⁠, jurnalist, prezentator de televiziune, autor și comentator conservator american (n. 1931)
- 19 august: Don Hewitt, 86 ani,  jurnalist american (n. 1922)
- 19 august: Mircea Tatos, 72 ani, scriitor, profesor de engleză și opozant al regimului comunist (n. 1937)
- 20 august: Ion Săsăran, 75 ani, actor român (n. 1933)
- 23 august: Anna-Maria Müller, 60 ani, sănieră germană (n. 1949)
- 24 august: Toni Sailer (Anton Engelbert Sailer), 73 ani, sportiv (schi) și actor austriac (n. 1935)
- 25 august: Robert Heppener, 84 ani, compozitor neerlandez (n. 1925)
- 25 august: Edward Kennedy (Edward Moore Kennedy), 77 ani, politician american, cel mai vechi membru al senatului SUA (n. 1932)
- 26 august: Abd al-Aziz al-Hakim, 56 ani, politician irakian (n. 1953)
- 27 august: Serghei Mihailovici Mihalkov, 96 ani, scriitor rus (n. 1913)
- 28 august: Günter Kießling, 83 ani, general german (n. 1925)
- 29 august: Chris Connor (n. Mary Loutsenhizer), 81 ani, cântăreață americană de jazz (n. 1927)
- 29 august: Frank Gardner, 78 ani, pilot australian de Formula 1 (n. 1930)
- 29 august: Paul Grosz, 84 ani, politician austriac de etnie evreiască (n. 1925)
- 29 august: Mady Rahl (n. Edith Gertrud Meta Raschke), 94 ani, actriță germană (n. 1915)
- 29 august: Dan Voiculescu, 69 ani, compozitor român de operă (n. 1940)
- 29 august: Dan Voiculescu, compozitor român (n. 1940)
- 31 august: Asbjørn Aarseth, 73 ani, istoric literar norvegian (n. 1935)

### Septembrie
- 2 septembrie: Guy Babylon, 52 ani, claviaturist și compozitor american (n. 1956)
- 3 septembrie: Christine D'haen, 85 ani, scriitoare belgiană (n. 1923)
- 3 septembrie: Christine D'Haen, scriitoare belgiană (n. 1923)
- 6 septembrie: Damian Necula, 72 ani, poet și scriitor român (n. 1937)
- 7 septembrie: Norman West, 73 ani, politician britanic (n. 1935)
- 8 septembrie: Ray Barrett (Raymond Charles Barrett), 82 ani, actor australian (n. 1927)
- 8 septembrie: Aage Niels Bohr, 87 ani, fizician danez, laureat al Premiului Nobel (1975), (n. 1922)
- 8 septembrie: Mike Bongiorno, 85 ani, moderator de televiziune și jurnalist italian (n. 1924)
- 11 septembrie: Felicia-Sofia Șerban, 71 ani, lingvistă română (n. 1938)
- 12 septembrie: Norman Ernest Borlaug, 95 ani, agronom american, laureat al Premiului Nobel (1970), (n. 1914)
- 12 septembrie: Antônio Olinto (scriitor), 90 ani, scriitor, poet, eseist și traducător brazilian (n. 1919)
- 12 septembrie: Antônio Olinto Marques da Rocha, scriitor brazilian (n. 1919)
- 14 septembrie: Patrick Swayze (Patrick Wayne Swayze), 57 ani, actor și dansator american (n. 1952)
- 15 septembrie: Nicu Constantin, 71 ani, actor român (n. 1939)
- 17 septembrie: Dick Durock, 72 ani,  actor și cascador american (n. 1937)
- 18 septembrie: Irving Kristol, 89 ani, jurnalist american (n. 1920)
- 19 septembrie: Elizaveta Mukasei, 97 ani, spioană sovietică (n. 1912)
- 23 septembrie: Ertuğrul Osman Osmanoğlu, 90 ani, șef al casei dinastice Osman din Turcia (n. 1919)
- 24 septembrie: Susan Atkins, 61 ani,  criminală americană (n. 1948)
- 24 septembrie: Stelian Tăbăraș (Tăbărași), 69 ani, scriitor român (n. 1939)
- 25 septembrie: István Bujtor, 67 ani, actor maghiar (n. 1942)
- 25 septembrie: Alicia de Larrocha (Alicia de Larrocha y de la Calle), 86 ani, pianistă spaniolă (n. 1923)
- 28 septembrie: Apostolos Papakonstantinou, 84 ani, teolog ortodox grec (n. 1924)
- 28 septembrie: Nicolae Pleșiță, 80 ani, general în cadrul DSS, torționar al regimului comunist român (n. 1929)
- 28 septembrie: Daniel Thellmann, 49 ani, politician român (n. 1960)

### Octombrie
- 1 octombrie: Guido Jendritzko, 84 ani, sculptor, pictor și fotograf german (n. 1925)
- 1 octombrie: Kazumi Takada, 58 ani, fotbalist japonez (atacant), (n. 1951)
- 2 octombrie: Marek Edelman, 90 ani, politician și activist polonez de etnie evreiască (n. 1922)
- 2 octombrie: Rolf Rüssmann, 58 ani, fotbalist german (n. 1950)
- 3 octombrie: Louis Vasile Pușcaș, 94 ani, episcop român (n. 1915)
- 4 octombrie: Ernő Kolczonay, 56 ani, sportiv maghiar (scrimă), (n. 1953)
- 5 octombrie: Israel Gelfand, 96 ani, matematician rus de etnie evreiască (n. 1913)
- 5 octombrie: Giselher Wolfgang Klebe, 84 ani, compozitor german (n. 1925)
- 7 octombrie: Irving Penn, 92 ani, fotograf american (n. 1917)
- 7 octombrie: Pedro Elias Zadunaisky, 91 ani, matematician și astronom argentinian (n. 1917)
- 8 octombrie: Torsten Reißmann, 53 ani, sportiv german (judo), (n. 1956)
- 9 octombrie: Jacques Chessex, 75 ani, scriitor și pictor elvețian (n. 1934)
- 10 octombrie: Luis Aguilé, 73 ani,  actor și cântăreț argentinian (n. 1936)
- 12 octombrie: Israel Gohberg, 81 ani, matematician rus (n. 1928)
- 13 octombrie: Paul Barbăneagră, 80 ani, regizor și actor francez de etnie română (n. 1929)
- 17 octombrie: Diana Elles, 88 ani, politiciană britanică (n. 1921)
- 17 octombrie: Rosanna Schiaffino, 69 ani, actriță italiană (n. 1938)
- 18 octombrie: Ion Cojar, 78 ani, regizor român de teatru, fondatorul școlii românești de metodă în arta actorului ca artă a trăirii scenice (n. 1931)
- 18 octombrie: Ovidiu Mușetescu, 54 ani, om politic român (1990-2003), (n. 1955)
- 18 octombrie: Mac Tonnies, 34 ani, scriitor american (n. 1975)
- 19 octombrie: Radu Timofte, 60 ani, director al SRI (2001-2006), (n. 1949)
- 20 octombrie: Attila Dargay, 82 ani, artist de benzi desenate și animator maghiar (n. 1927)
- 21 octombrie: Costel Gheorghiu, 53 ani, deputat român (1990-1992), (n. 1956)
- 23 octombrie: Lou Jacobi, 95 ani, actor canadian (n. 1913)
- 25 octombrie: Mihail Melniciuc, 61 ani, politician ucrainean (n. 1948)
- 25 octombrie: Heinz-Klaus Metzger, 77 ani, muzicolog german (n. 1932)
- 25 octombrie: Thea Segall, 80 ani, fotografă română (n. 1929)
- 26 octombrie: Daniel Acharuparambil, 70 ani, episcop indian (n. 1939)
- 26 octombrie: Béla Jánky, 78 ani, poet și traducǎtor român de etnie maghiară (n. 1931)
- 26 octombrie: Yoshirō Muraki, 85 ani, scenograf japonez (n. 1924)
- 27 octombrie: Tapani Aartomaa, 74 ani, designer finlandez (n. 1934)
- 28 octombrie: Emil Muntean, 76 ani, matematician și informatician român (n. 1933)
- 29 octombrie: Jean-François Bergier, 77 ani, istoric elvețian (n. 1931)
- 29 octombrie: Teofil Părăian (n. Ioan Părăian), 80 ani, duhovnic român la Sâmbăta de Sus, jud. Brașov (n. 1929)
- 30 octombrie: Claude Lévi-Strauss, 100 ani, antropolog francez (n. 1908)

### Noiembrie
- 1 noiembrie: Grigore C. Ursu, 87 ani, pictor român (n. 1922)
- 2 noiembrie: Amir Pnueli, 68 ani, informatician israelian (n. 1941)
- 3 noiembrie: Francisco Ayala (Francisco Ayala García-Duarte), 103 ani, scriitor spaniol (n. 1906)
- 4 noiembrie: Iuliu Paul, 79 ani,  arheolog, istoric, cercetător, scriitor și profesor român (n. 1930)
- 6 noiembrie: Nikos Chadzinikolau, 74 ani, scriitor polonez de etnie greacă (n. 1935)
- 6 noiembrie: Manase Radnev, 77 ani, scriitor, scenarist și regizor român (n. 1932)
- 7 noiembrie: Joe Maross, 86 ani,  actor american de teatru, film și televiziune (n. 1923)
- 8 noiembrie: Vitali Ghinzburg, 93 ani, fizician rus (n. 1916)
- 8 noiembrie: Arda Mandikian, 85 ani, soprană de operă greco-armeană (n. 1924)
- 8 noiembrie: Igor Starîghin, 63 ani, actor de teatru și film, rus (n. 1946)
- 10 noiembrie: Gheorghe Dinică, 75 ani, actor român (n. 1934)
- 10 noiembrie: Robert Enke, 32 ani, fotbalist german (portar), (n. 1977)
- 11 noiembrie: Rosalie Williams, actriță britanică (n. 1919)
- 12 noiembrie: Elisabeth Aasen, 74 ani, politician norvegian (n. 1922)
- 12 noiembrie: Lev Kofman, 52 ani, astrofizician sovieto-canadian (n. 1957)
- 13 noiembrie: Ueli Gegenschatz, 38 ani, sportiv elvețian (sporturi extreme), (n. 1971)
- 13 noiembrie: Bruce King, 85 ani, politician american (n. 1924)
- 13 noiembrie: John J. O'Connor, 76 ani, jurnalist și critic de teatru și televiziune, american (n. 1933)
- 14 noiembrie: Gheorghe Lavranciuc, 74 ani, general-locotenent de securitate din Republica Moldova (n. 1934)
- 15 noiembrie: Andriy Fedchuk, 29 ani, boxer ucrainean (n. 1980)
- 15 noiembrie: Pavle (n. Gojko Stojčević), 95 ani, patriarh al Serbiei (n. 1914)
- 16 noiembrie: Agnia Bogoslava, 93 ani, actriță română de etnie evreiască (n. 1916)
- 16 noiembrie: Constantin Cârstea, 60 ani, fotbalist român (n. 1949)
- 16 noiembrie: Edward Woodward, 79 ani, actor britanic de film (n. 1930)
- 21 noiembrie: Teki Biçoku, geolog albanez (n. 1926)
- 21 noiembrie: Konstantin Feoktistov, 83 ani, cosmonaut rus (Voskhod 1), (n. 1926)
- 22 noiembrie: Nuni Dona (n. Niculina Dona), 93 ani, pictoriță română (n. 1916)
- 24 noiembrie: Samak Sundaravej, 74 ani, prim-ministru al Thailandei (2008), (n. 1935)
- 25 noiembrie: Theodor Hristea, 79 ani, lingvist român (n. 1930)
- 26 noiembrie: Ecaterina Stahl-Iencic, 63 ani, sportivă română (scrimă), (n. 1946)
- 27 noiembrie: Mariano Abarca, 50 ani, activist mexican (n. 1958)
- 27 noiembrie: Ernesto Treccani, 89 ani, pictor italian (n. 1920)
- 29 noiembrie: Karl Peglau, 82 ani, psiholog german (n. 1927)
- 30 noiembrie: Iuliu Edlis, 80 ani, scriitor rus de etnie evreiască (n. 1929)
- 30 noiembrie: Milorad Pavić, 80 ani, scriitor sârb (n. 1929)

### Decembrie
- 4 decembrie: Eddie Fatu (n. Edward Smith Fatu), 36 ani, wrestler american (n. 1973)
- 4 decembrie: Marin Mincu, 65 ani, poet, critic literar, istoric literar român (n. 1944)
- 4 decembrie: Veaceslav Tihonov, 81 ani, actor rus (n. 1928)
- 5 decembrie: Alfred Hrdlicka, 81 ani,  sculptor austriac (n. 1928)
- 5 decembrie: Otto Graf Lambsdorff (n. Otto Friedrich Wilhelm Freiherr von der Wenge Graf Lambsdorff), 83 ani, politician german (n. 1926)
- 7 decembrie: Ioan Jinga, 74 ani, pedagog român (n. 1935)
- 8 decembrie: Tavo Burat (n. Gustavo Buratti Zanchi), 77 ani, scriitor italian (n. 1932)
- 8 decembrie: Yosef Hayim Yerushalmi, 77 ani, istoric american (n. 1932)
- 9 decembrie: Gene Barry (n. Eugene Klass), 90 ani, actor american de etnie evreiască (n. 1919)
- 11 decembrie: Philippe de Weck, 90 ani, bancher elvețian (n. 1919)
- 11 decembrie: Rosalie Williams, 90 ani, actriță britanică (n. 1919)
- 12 decembrie: Val Avery, 85 ani, actor american de origine armeană (n. 1924)
- 13 decembrie: Paul Anthony Samuelson, 94 ani, economist american laureat al Premiului Nobel (1970), (n. 1915)
- 16 decembrie: Egor Gaidar, 53 ani, politician rus (n. 1956)
- 17 decembrie: Jennifer Jones (n. Phylis Lee Isley), 90 ani, actriță americană (n. 1919)
- 18 decembrie: Henri V. Kehiaian, 80 ani, chimist francez de etnie română, membru de onoare al Academiei Române (n. 1929)
- 18 decembrie: Vera Leșcenco (n. Vera Gheorghievna Belousova), 86 ani, cântăreață rusă (n. 1929)
- 20 decembrie: Brittany Murphy, 32 ani, cântăreață și actriță americană (n. 1977)
- 20 decembrie: Arnold Stang, 91 ani, actor de televiziune, film și actor de voce, american (n. 1918)
- 21 decembrie: Marianne Stone, 87 ani,  actriță engleză care a apărut în sute de filme între anii 1940 și 1980 (n. 1922)
- 22 decembrie: Victorița Dumitrescu, 74 ani, sportivă română (handbal), (n. 1935)
- 23 decembrie: Lucas Abadamloora, 71 ani, episcop romano-catolic ghanez (n. 1938)
- 23 decembrie: Visi Ghencea (n. Zefir Berzovis Ghencea), 64 ani, om de cultură român și fondator al unor societăți culturale (n. 1945)
- 23 decembrie: Robert Lewis Howard, 70 ani, colonel american (n. 1939)
- 24 decembrie: Rafael Caldera (n. Rafael Antonio Caldera Rodríguez), 93 ani, președinte al Venezuelei (1969-1974 și 1994-1999), (n. 1916)
- 24 decembrie: Gero von Wilpert, 76 ani, istoric literar german (n. 1933)
- 25 decembrie: Ioan Silaghi Dumitrescu, 59 ani, chimist român (n. 1950)
- 25 decembrie: Knut Haugland, 92 ani, explorator norvegian (n. 1917)
- 26 decembrie: Yves Rocher, 79 ani, om de afaceri francez (n. 1930)
- 27 decembrie: Takashi Takabayashi, 78 ani, fotbalist japonez (atacant), (n. 1931)
- 28 decembrie: The Rev (n. James Owen Sullivan), 28 ani, muzician american (n. 1981)
- 29 decembrie: Steve Williams (wrestler), 49 ani, luptător profesionist american (n. 1960)
- 31 decembrie: Justin Keating, 79 ani, politician irlandez (n. 1930)

### Nedatate
- septembrie: Valeriu Babansky, prozator, poet și publicist basarabean (n. 1945)
- octombrie: Iancu Rădăcină, 80 ani, arhitect român (n. 1928)
- decembrie: Nicolae Itul, 85 ani, deținut politic român (n. 1923)
- Gheorghe Apostu, 71 ani, pictor român (n. 1937)
- Gilda Manolescu, 34 ani, actriță română de film, stabilită în Germania (n. 1974)
- Micaela Slăvescu, 79 ani, traducătoare română (n. 1929)
- Gheorghe  Zărnescu, 82 ani, general român (n. 1926)
- Nicolae Rotaru (sportiv), 73 ani, trăgător de tir, laureat cu bronz la München 1972 (n. 1935)
- Aurel Breilean, 80 ani,  pictor și profesor român (n. 1929)
- Constantin Măciucă, 81 ani, istoric literar, eseist și teatrolog român, care a adus contribuții esențiale la teoretizarea aspectelor dramatice (n. 1927)
- Petre Moldovan, 62 ani, deputat român în legislatura 1996-2000 și în legislatura 2000-2004, ales în județul Maramureș pe listele partidului USD-PSDR (n. 1947)
- Felicia Iovănescu, 89 ani, trăgătoare de tir și atletă română (n. 1920)

## Premii Nobel
- Medicină: Elizabeth Blackburn, Carol Greider și Jack Szostak  (SUA)[23]
- Fizică: Charles Kao, Willard Boyle și George Elwood Smith (SUA)[24]
- Chimie: Venkatraman Ramakrishnan (SUA), Thomas A. Steitz și Ada E. Yonath[25]
- Economie: Elinor Ostrom și Oliver Eaton Williamson (SUA) [26]
- Literatură: Herta Müller (Germania) [27]
- Pace: Barack Obama (SUA)[28]

## Mari sărbători religioase
- 12 aprilie: Paștele catolic
- 19 aprilie: Paștele ortodox
- 25 decembrie: Crăciunul